# Enrique I de Inglaterra
Enrique I (en inglés moderno, Henry I; c. 1068-1 de diciembre de 1135), llamado Enrique Beauclerc (‘Buen Sabio’ en francés) por sus intereses culturales, fue rey de Inglaterra desde 1100 hasta su muerte. Hijo de Guillermo I El Conquistador, recibió educación por parte de la Iglesia. Tras la muerte de su padre en 1087, sus hermanos mayores, Roberto Curthose y Guillermo Rufo (Guillermo II), heredaron Normandía e Inglaterra, respectivamente, pero Enrique quedó sin posesiones. Adquirió el condado del Cotentin en Normandía occidental a su hermano Roberto, pero ellos le depusieron en 1091. Reconstruyó gradualmente su base de poder en el Cotentin y se alió con Guillermo contra Roberto. Estuvo presente cuando Guillermo murió en un accidente de cacería en 1100 y se apropió del trono inglés, con la promesa en su coronación de corregir muchas de las políticas menos populares de su hermano. Se casó con Matilde de Escocia, pero continuó teniendo amantes con quienes engendró varios hijos ilegítimos.
Su hermano Roberto amenazó el control sobre Inglaterra cuando lideró una invasión en 1101, pero esta campaña militar terminó en un acuerdo negociado que confirmó como rey a Enrique. La paz duró poco, ya que este invadió el Ducado de Normandía en 1105 y 1106 y finalmente derrotó a Roberto en la batalla de Tinchebray. Mantuvo a su hermano en prisión por el resto de su vida. Su control sobre Normandía fue desafiado por Luis VI de Francia, Balduino VII de Flandes y Fulco V de Anjou, quien promovió las reclamaciones del hijo de Roberto —Guillermo Clito— y apoyó una gran rebelión en el ducado entre 1116 y 1119. Después de la victoria inglesa en la batalla de Brémule, se acordó un acuerdo de paz con Luis VI en 1120.
Considerado por sus contemporáneos como un gobernante severo pero efectivo, manipuló hábilmente a los barones ingleses y normandos. En Inglaterra se inspiró en el sistema anglosajón de justicia, el gobierno local y la tributación, pero también lo fortaleció con instituciones adicionales, como el tesoro real y los jueces itinerantes. Normandía también se regía con un sistema de jueces y un tesoro público. Muchos de los funcionarios que manejaban el sistema de Enrique eran «hombres nuevos» con antecedentes oscuros, en lugar de familias de alto estatus, que ascendían en rango como administradores. El rey alentó la reforma eclesiástica, pero se vio envuelto en una grave disputa en 1101 con el arzobispo Anselmo de Canterbury, que se resolvió mediante un compromiso en 1105. Apoyó a la Orden de Cluny y tuvo un rol clave en la selección del clero de Inglaterra y Normandía.
Su único hijo varón y heredero legítimo, Guillermo Adelin, se ahogó en el naufragio del Barco Blanco de 1120, poniendo en duda la sucesión real. Tomó una segunda esposa, Adela, con la esperanza de tener otro hijo, pero sus planes fracasaron. En respuesta, declaró a su hija Matilde heredera de la Corona y la desposó con Godofredo V de Anjou. Su relación con la pareja se tensó y estalló un conflicto a lo largo de la frontera con el condado de Anjou. Murió el 1 de diciembre de 1135 después de una semana de enfermedad. A pesar de sus planes con su hija Matilde, fue sucedido por su sobrino Esteban de Blois, lo que dio como resultado un período de guerra civil, conocido posteriormente como la Anarquía.

## Primeros años

### Infancia y apariencia
Nació alrededor de 1068, en el verano o en las últimas semanas del año, posiblemente en la ciudad de Selby en Yorkshire. Su padre, Guillermo I el Conquistador, duque de Normandía, invadió Inglaterra en 1066 para convertirse en rey y estableció territorios que se extendían hasta Gales. La invasión había creado una clase dirigente anglonormanda, con propiedades que se extendían a ambos lados del canal de la Mancha. Estos barones solían tener fuertes vínculos con el Reino de Francia, que en ese entonces constituía un grupo de condados y entidades políticas más pequeñas bajo escaso control del monarca. Su madre, Matilde de Flandes, era nieta del rey Roberto II de Francia y, probablemente, nombró a su hijo por su tío Enrique I.
Era el más joven de los cuatro hijos de Guillermo I y Matilde. Físicamente se parecía a sus hermanos mayores Roberto Curthose, Ricardo y Guillermo Rufo; como David Carpenter describió, era «bajo [de estatura], fornido, con el pecho en forma de barril» y de cabello negro. Como resultado de sus diferencias de edad y la temprana muerte de Ricardo, probablemente veía relativamente poco a sus hermanos mayores. Probablemente conocía a su hermana Adela, ya que ambos tenían una edad similar. Existe pocos datos sobre sus primeros años; los historiadores Warren Hollister y Kathleen Thompson sugirieron que se crio en Inglaterra, mientras que Judith Green sostuvo que vivió inicialmente en el ducado. Probablemente fue educado por la Iglesia y por el obispo Osmundo, canciller del rey, en la catedral de Salisbury. No está claro si con esto sus padres tuviesen intención de destinarlo a la carrera eclesiástica; tampoco hasta qué punto se extendió su educación, pero probablemente era capaz de leer latín y contaba con algunos estudios en artes liberales. Recibió entrenamiento militar de un instructor llamado Robert Achard y luego fue armado caballero por su padre el 24 de mayo de 1086.

### Territorios heredados

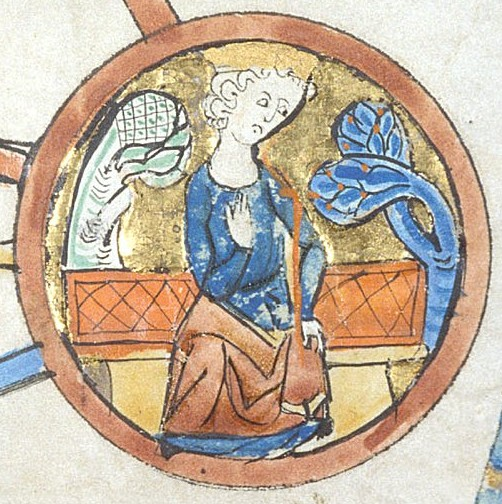
Representado en una miniatura del.

En 1087, Guillermo I fue herido gravemente en una campaña en el Vexin. Enrique se reunió con su moribundo padre cerca de Ruan en septiembre, donde se produjo el reparto de sus posesiones entre sus hijos. En esa época, las reglas de sucesión en Europa occidental variaban; en algunas partes de Francia, el principio de primogenitura —el hijo mayor hereda el título— estaba cada vez más extendido. En otras partes de Europa, como Normandía e Inglaterra, la tradición era dividir las tierras: el hijo mayor recibía los territorios patrimoniales —generalmente considerados los más valiosos— y los demás las tierras o fincas más pequeñas o recientemente adquiridas.
Al dividir sus tierras, Guillermo I parece haber seguido la tradición normanda, distinguiendo entre Normandía, que había heredado, e Inglaterra, que había obtenido por guerra. Su segundo hijo Ricardo había muerto en un accidente de cacería, lo que permitió a los otros hermanos heredar más posesiones. Roberto, el mayor, a pesar de estar a la sazón alzado en armas contra su padre, recibió Normandía y devino así en Roberto II. Inglaterra fue entregada a Guillermo Rufo, quien contaba con el favor del rey moribundo. Enrique recibió una gran suma de dinero, que normalmente se cifra en cinco mil libras, con la expectativa de que también se le daría el modesto grupo de tierras de su madre en Buckinghamshire y Gloucestershire. El entierro de Guillermo I en Caen estuvo marcado por las quejas airadas de un hombre, al que Enrique posiblemente acalló pagándole cierta cantidad de plata.
Roberto II regresó a Normandía esperando haber recibido tanto el ducado como Inglaterra, pero descubrió que Guillermo Rufo había cruzado el Canal y había sido coronado rey, como Guillermo II. Los dos hermanos discreparon fundamentalmente sobre la herencia y Roberto II pronto comenzó a planear invadir Inglaterra para apoderarse del reino, aprovechando una rebelión de algunos de los principales nobles contra su hermano. Enrique permaneció en Normandía y asumió un rol dentro de la corte de Roberto II, posiblemente porque no estaba dispuesto a enfrentarse abiertamente con su otro hermano o porque el duque podría haber aprovechado la oportunidad para confiscarle el dinero que había heredado de su padre, si hubiera tratado de irse. Guillermo II se apoderó de las nuevas propiedades de Enrique en Inglaterra, dejando a su hermano sin posesiones.
En 1088, los planes de Roberto II para la invasión de Inglaterra empezaron a fallar y recurrió a su hermano menor, a quien propuso que le prestara algo de su herencia, pero este se negó. Llegaron luego a un acuerdo alternativo, en virtud del cual el duque haría a su hermano conde de Normandía occidental a cambio de tres mil libras. Las tierras de Enrique formaban un nuevo condado basado en una delegación de la autoridad ducal en el Cotentin, si bien abarcaba tierras también del Avranchin y con jurisdicción sobre los obispados de ambas regiones. Esto también le dio influencia sobre dos importantes nobles normandos —Hugh d'Avranches y Richard de Vernon— y sobre la abadía del Monte Saint-Michel, cuyas tierras se extendían asimismo por el ducado. En cualquier caso, el duque nunca llevó a cabo la prevista invasión de Inglaterra, que quedó en manos de Guillermo II.

### Conde del Cotentin

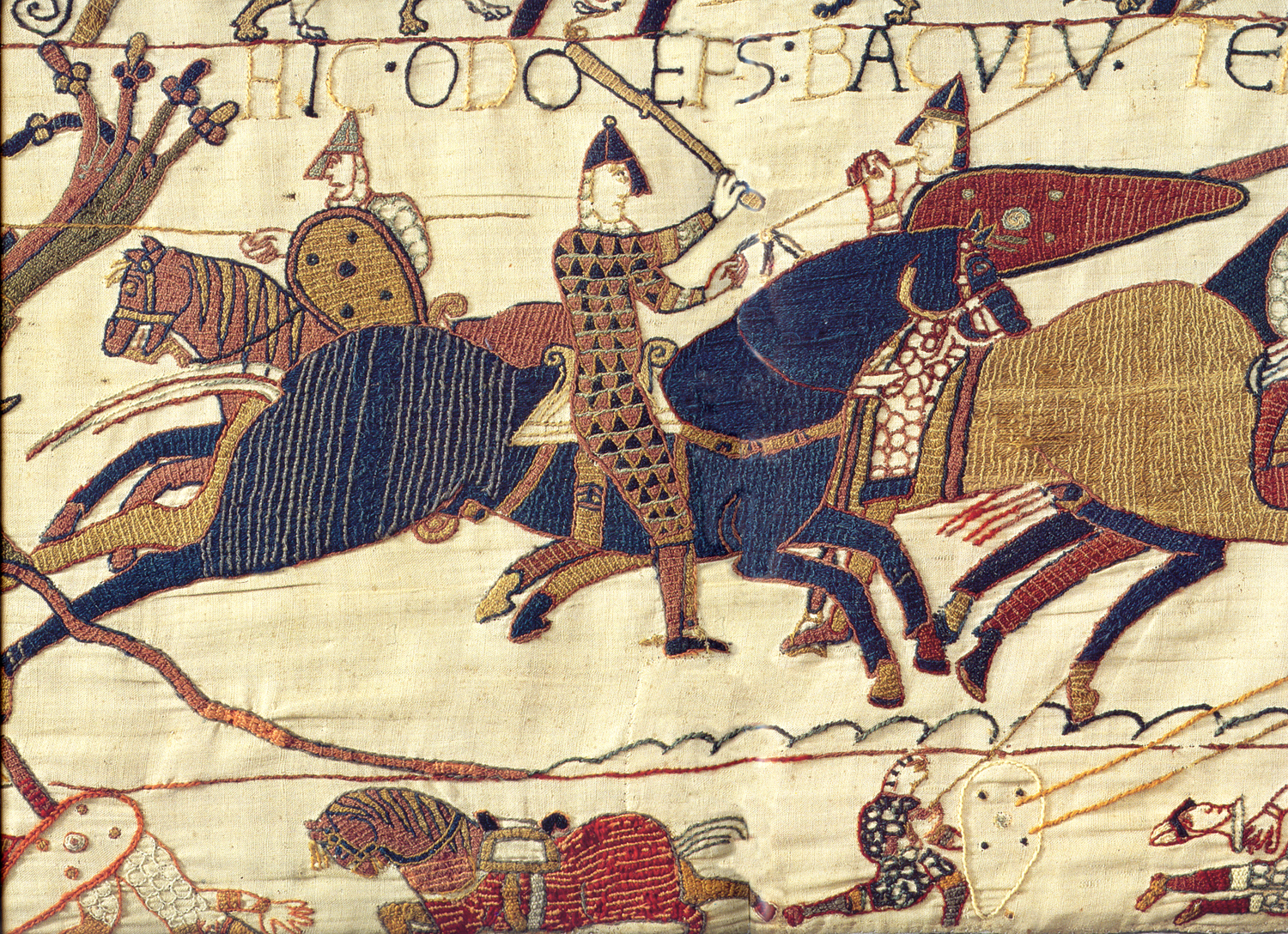
El obispo Odón (blandiendo el garrote en el centro) encarceló a Enrique entre 1088-1089. Detalle del tapiz de Bayeux (c. 1070).

Se estableció como conde en poco tiempo y formó una red de seguidores al oeste de Normandía y el este de Bretaña, a quienes John Le Patourel apodó «la pandilla de Enrique». Entre sus primeros partidarios estaban Roger de Mandeville, Richard de Redvers, Richard d'Avranches y Robert Fitzhamon, junto con el eclesiástico Roger de Salisbury. Roberto II intentó deshacer su trato con su hermano y recuperar el condado, pero para entonces Enrique ya lo controlaba firmemente y lo impidió. La administración del ducado de Roberto II era caótica y algunos territorios de su hermano casi se independizaron de la autoridad de Ruan.
Durante este período, ninguno de sus hermanos parecían confiar en él. Regresó a Inglaterra en julio de 1088, después de que hubiese concluido la rebelión contra Guillermo II. Se entrevistó con el rey, pero no pudo persuadirlo de que le entregara las propiedades de su madre y partió de regreso a Normandía en el otoño. Sin embargo, mientras estuvo ausente, Odón, obispo de Bayeux, quien lo consideraba una potencial amenaza, había convencido a Roberto II de que sus hermanos conspiraban contra él. Al arribar, Odón lo capturó y encarceló en Neuilly-la-Forêt y el duque recuperó el condado del Cotentin. Permaneció prisionero durante el invierno, pero en la primavera de 1089, los miembros antiguos de la nobleza normanda impusieron al duque que lo liberara.
Aunque ya no era formalmente conde del Cotentin, continuó controlando el oeste de Normandía y la lucha entre los hermanos continuó. Guillermo II siguió aplastando toda resistencia a su autoridad en Inglaterra, al tiempo que empezaba a forjar una serie de alianzas contra Roberto II con barones de Normandía y de la vecina Ponthieu. Por su parte, el duque se alió con Felipe I de Francia. A finales de 1090, el rey inglés animó a Conan Pilatus, poderoso burgués de Ruan, a rebelarse contra Roberto II; contó con el apoyo de muchos de los habitantes de la ciudad y exhortó a las guarniciones ducales vecinas a que se pasasen a sus filas.
Roberto II hizo un llamado de ayuda a sus barones y su hermano Enrique fue el primero en llegar a Ruan en noviembre. La violencia estalló y se produjeron luchas callejeras feroces y confusas, ya que ambos bandos intentaron adueñarse de la ciudad. Los hermanos abandonaron el castillo para unirse a la batalla, pero luego el duque se retiró y dejó a su hermano que continuase la lucha. El enfrentamiento concluyó con la victoria de las fuerzas ducales y el apresamiento de Conan. Enrique estaba tan furioso con el burgués rebelde que lo llevó a lo más alto del castillo de Ruan y, desoyendo las ofertas del prisionero de pagarle un gran rescate, lo mató arrojándolo al vacío. Sus contemporáneos consideraron que había actuado apropiadamente con el castigo ejemplar a Conan y sus hazañas durante los combates en la ciudad lo hicieron famoso.

### Caída y resurgimiento

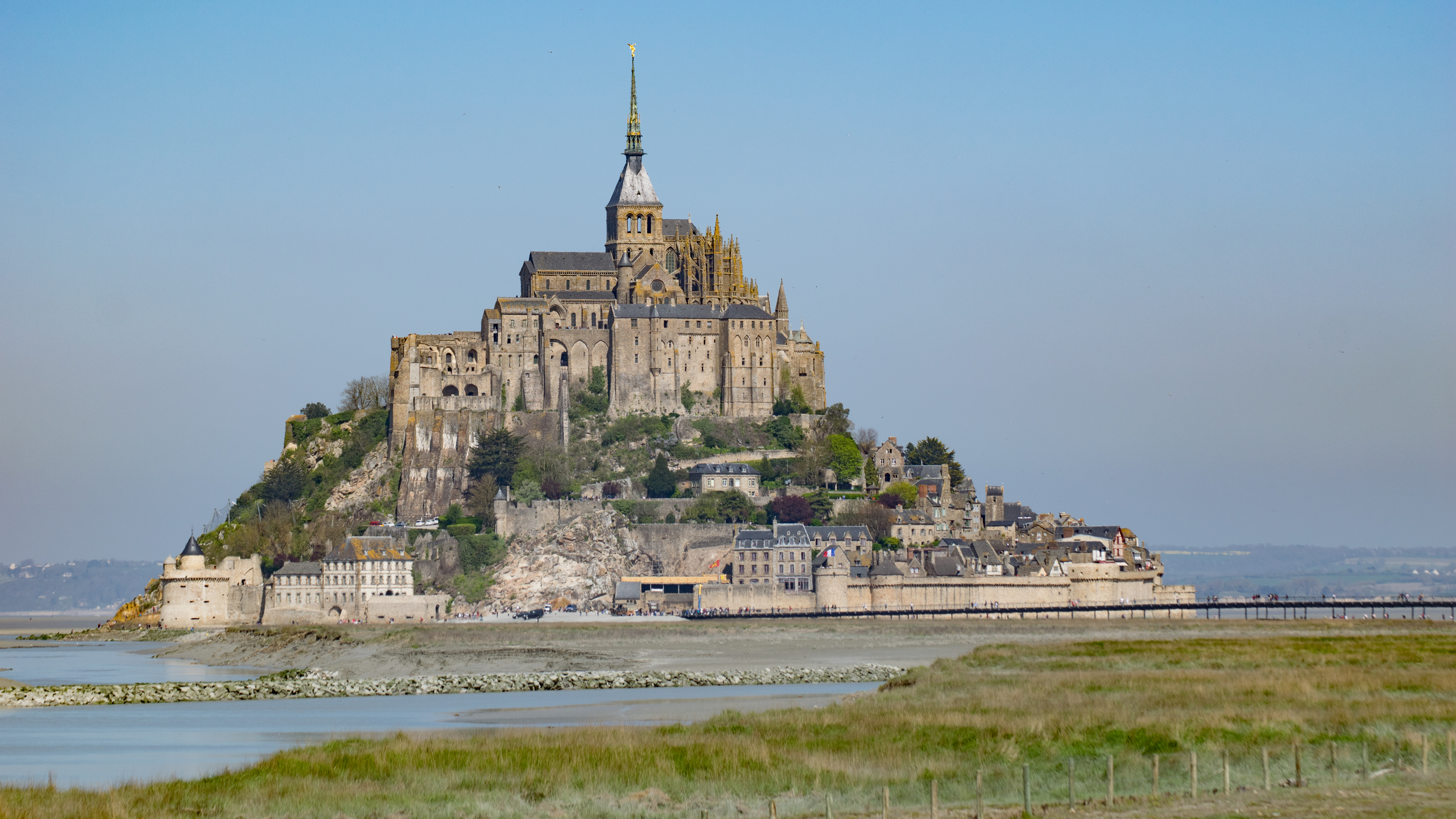
Mont-Saint-Michel, donde tuvo lugar el asedio de 1091.

A raíz de esto, su hermano lo expulsó de Ruan, probablemente porque este había descollado más en la lucha que él y posiblemente porque Enrique había pedido recuperar formalmente el título de conde del Cotentin. Guillermo II invadió Normandía a principios de 1091 con un ejército lo suficientemente grande como para forzar a su hermano el duque a parlamentar. Los dos firmaron un tratado en Ruan que otorgó al rey muchas tierras y castillos en Normandía. A cambio, Guillermo II prometió apoyar los intentos de su hermano de recuperar el control del vecino condado de Maine —que en el pasado había pertenecido a los normandos— y ayudarlo a restaurar su autoridad sobre todo el ducado, así como las tierras de Enrique. Cada uno hizo del otro su heredero, con lo que Enrique no podría obtener ninguno de los dos territorios mientras uno de los firmantes viviera.
Esto desató la guerra entre él y sus hermanos. Enrique reunió un ejército de mercenarios en el oeste de Normandía, pero, a medida que las fuerzas de Guillermo II y Roberto II avanzaban, su apoyo entre los barones se esfumó. Concentró sus fuerzas restantes en Mont-Saint-Michel, donde fue asediado, probablemente en marzo de 1091. El sitio era fácil de defender, pero carecía de agua dulce. El cronista Guillermo de Malmesbury afirmó que cuando el cercado se estaba quedando sin agua, Roberto II permitió que le llegasen suministros, lo que originó desavenencias entre él y Guillermo II. Los sucesos de los últimos días del asedio no están claros: los sitiadores habían comenzado a discutir sobre cómo proseguir la campaña, pero entonces Enrique abandonó Mont-Saint-Michel, probablemente como condición de la capitulación. Se fue a Bretaña y cruzó a Francia.
Los siguientes pasos de Enrique no están bien documentados; un cronista, Orderico Vital, aventuró que viajó por el Vexin francés, a lo largo de la frontera con Normandía, durante más de un año con un pequeño grupo de seguidores. Hacia el final del año, Roberto II y Guillermo II habían reñido nuevamente y rescindido el Tratado de Ruan. En 1092, Enrique y sus partidarios tomaron la ciudad de Domfront en Normandía. Esta había pertenecido hasta entonces a Robert de Bellême, pero a los habitantes les disgustaba su gobierno e invitaron a Enrique a hacerse cargo de la ciudad, cosa que hizo mediante un golpe de mano incruento. Durante los dos años siguientes, fue recobrando apoyos en el oeste de Normandía y formó lo que Judith Green denominó una «corte en la sombra». Hacia 1094, distribuía ya tierras y castillos a sus seguidores como si fuera el duque de Normandía. Guillermo II comenzó a apoyarle con dinero y le alentó en su campaña contra Roberto II; Enrique utilizó parte de estos fondos para construirse un recio castillo en Domfront.
Guillermo II cruzó a Normandía para hacer la guerra a Roberto II en 1094 y, cuando el conflicto se estancó, pidió ayuda a su hermano, que marchó a Londres en lugar de unirse a la campaña principal que se libraba al este del ducado, posiblemente a petición de su hermano, quien de todos modos abandonó la lucha y regresó a Inglaterra. En los años que siguieron, Enrique parece haber afianzado su poder en el oeste de Normandía y visitado ocasionalmente Inglaterra para asistir a la corte de su hermano. En 1095, el papa Urbano II convocó a la primera cruzada y exhortó a los caballeros de toda Europa a participar en ella. Roberto II se unió a la cruzada y pidió prestado dinero a Guillermo II para hacerlo, entregándole como aval la custodia temporal de su parte del ducado. El rey parecía seguro de recuperar el resto de Normandía. Enrique había estrechado lazos con Guillermo II y ambos campearon en el Vexin normando entre 1097 y 1098.

## Reinado

### Consolidación

#### Ascenso al trono

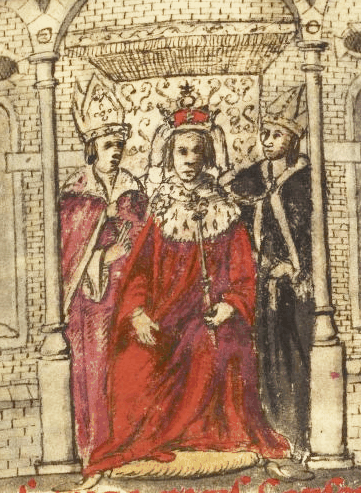
Coronación de Enrique I. Dibujo en un manuscrito del.

Guillermo II salió de montería por el New Forest la tarde del 2 de agosto de 1100, por un grupo de cazadores y miembros de la nobleza normanda, entre ellos su hermano Enrique. Alguien disparó una flecha, posiblemente el barón Walter Tirel, que mató al rey. Surgieron numerosas teorías de conspiración que afirmaban que el rey había sido asesinado deliberadamente; la mayoría de los historiadores modernos las rechazan, ya que la cacería era una actividad arriesgada y tales accidentes eran comunes. El caos estalló y Tirel huyó a Francia, ya porque hubiese disparado el dardo mortal o porque había sido acusado incorrectamente y temía que hicieran de él el chivo expiatorio de la muerte del rey.
Entretanto, Enrique cabalgó a Winchester, donde se produjo una discusión sobre a quién le correspondía entonces la sucesión al trono. Guillermo de Breteuil defendió los derechos de Roberto II, que aún estaba en el extranjero regresando de la cruzada y a quien su hermano y los barones le habían rendido homenaje en años anteriores. Por su parte, Enrique arguyó que, a diferencia de su hermano, era hijo de rey y reina, lo que le otorgaba privilegio según el principio de porfirogenitura. Los ánimos se caldearon, pero, con el apoyo por Enrique de Beaumont y Roberto de Meulan, Enrique se mantuvo firme y persuadió a los barones para que lo siguieran. Ocupó el castillo de Winchester y se apoderó del tesoro real.
Fue coronado apresuradamente el 5 de agosto en la abadía de Westminster por Maurice, obispo de Londres, ya que Anselmo, arzobispo de Canterbury, había sido exiliado por el difunto rey, mientras que Tomás, el de York, estaba en Ripon, al norte de Inglaterra. De acuerdo con la tradición inglesa y en un intento de legitimar su reinado, emitió una carta de coronación que establecía varios compromisos; en la carta se presentó a sí mismo como el rey restaurador del orden en un país en graves aprietos. Anunció que abandonaba la política de su hermano sobre la Iglesia —que el clero había considerado opresiva—, prometió evitar abusos reales contra los derechos de propiedad de los barones y aseguró el retorno a las costumbres más benévolas de Eduardo el Confesor; además, afirmó que «establecería una paz firme» en Inglaterra y ordenó «que esta paz se mantenga desde ahora».
Aparte de a sus antiguos seguidores —de los que muchos fueron generosamente recompensados con nuevas tierras—, incorporó pronto a miembros de la administración anterior en la nueva casa real. William Giffard, canciller de Guillermo II, fue nombrado obispo de Winchester, mientras los distinguidos gobernadores civiles Urse d'Abetot, Haimo Dapifer y Robert Fitzhamon continuaron desempeñando un importante rol en el gobierno. Por el contrario, el impopular Ranulf Flambard, obispo de Durham y miembro clave del régimen anterior, fue apresado en la Torre de Londres, acusado de corrupción. El difunto rey había dejado vacantes muchos cargos eclesiásticos y su hermano se dispuso a repartirlos con el objetivo de granjearse nuevos apoyos para su gobierno. Los nombramientos debían ser consagrados, por lo que escribió a Anselmo pidiéndole disculpas por haber sido coronado mientras aún estaba en Francia y solicitándole que regresara de inmediato.

#### Matrimonio con Matilde de Escocia

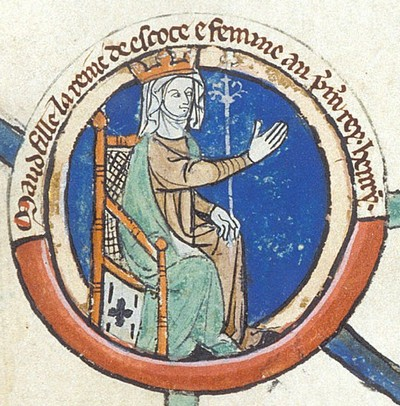
Matilde de Escocia, primera esposa de Enrique I. Miniatura del.

El 11 de noviembre de 1100, a los 31 años, se casó con Matilde de Escocia, de 20, hija del rey Malcolm III; a pesar de su edad, no era raro que los nobles del siglo XI celebrasen matrimonios tardíos. La pareja probablemente se conoció a principios de la década anterior; posiblemente los presentó el obispo Osmundo de Salisbury. El historiador Warren Hollister sostuvo que los esposos se tenían afecto, aunque la unión también se debió con seguridad a motivos políticos. Matilde había sido llamada originalmente Edith —nombre anglosajón— y era miembro de la familia real sajona occidental: era sobrina de Edgar Æþeling, bisnieta de Edmundo II Flanco de Hierro y descendiente de Alfredo el Grande. El casamiento con Matilde reforzaba la legitimidad de Enrique, mientras que para ella, mujer ambiciosa, la unión le confería una situación distinguida y poder en el reino.
Sin embargo, Matilde había sido educada en varios conventos y pudo haber tomado votos para hacerse monja, lo que constituía un obstáculo para la celebración del matrimonio. No deseaba ser monja y solicitó a Anselmo permiso para casarse; el arzobispo convocó un concilio en el palacio de Lambeth para juzgar el asunto. Pese a algunas voces disidentes, se concluyó que, aunque había vivido en un convento, Matilde no había tomado el hábito y, por tanto, era libre de casarse, fallo que el arzobispo confirmó y que permitió que el proyecto matrimonial prosiguiera. Matilde demostró ser una reina efectiva, ya que en ocasiones actuó como regente en Inglaterra, presidió y participó en concilios y patrocinó las artes. La pareja pronto tuvo dos hijos: Matilde, nacida en 1102, y Guillermo Adelin, en 1103; es posible que también tuviesen un segundo varón, Ricardo, que murió joven. Después de los nacimientos, la reina prefirió permanecer en Westminster mientras su esposo viajaba por Inglaterra y Normandía, ya fuese por motivos religiosos o porque le gustaba estar involucrada en la administración real.
Por su parte, el rey tenía un apetito sexual considerable y tuvo un número notable de parejas sexuales, con las que tuvo numerosos hijos ilegítimos —al menos nueve hombres y trece mujeres—, a muchos de los cuales reconoció y mantuvo a su costa. Era usual que los nobles anglonormandos solteros mantuvieran relaciones sexuales con prostitutas y mujeres locales y también se consentía que los reyes tuvieran amantes. Algunas de estas relaciones ocurrieron antes del matrimonio, otras después de la boda con Matilde. Sus amantes eran orígenes diversos y las relaciones aparentemente se llevaron a cabo de manera relativamente pública. Es posible que eligiese algunas amantes nobles por motivos políticos, pero esta teoría no cuenta con suficientes pruebas que la corroboren.

#### Tratado de Alton

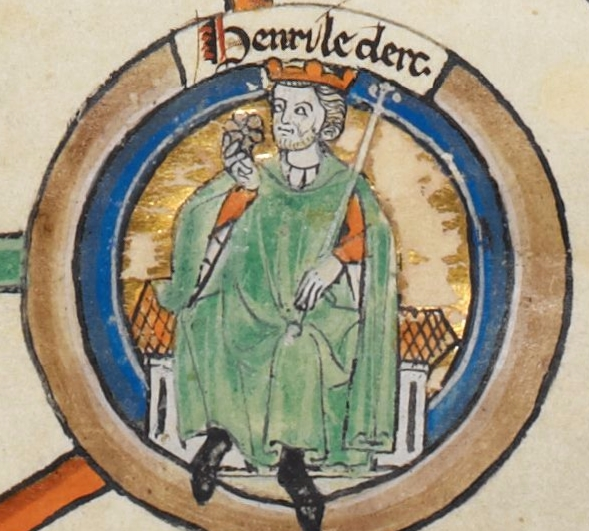
Enrique I retratado en una miniatura del.

Para principios de 1101, el nuevo régimen estaba establecido y operando, pero muchos miembros de la élite anglonormanda aún apoyaban a Roberto II o estaban dispuestos a cambiar de bando si el hermano mayor del rey obtenía el poder en Inglaterra. En febrero, el obispo Flambard escapó de la Torre de Londres y pasó a Normandía, y animó al duque a reunir un ejército para invadir Inglaterra. En julio, Roberto II tenía ya listos un ejército y una flota para atacar a Enrique. Para agravar el conflicto, el rey confiscó las tierras de Flambard y, con el apoyo de Anselmo, lo destituyó de su obispado. Reunió a los nobles en la corte en abril y junio; estos renovaron los juramentos de lealtad, si bien el apoyo al monarca seguía siendo ambiguo y tibio.
Ante la invasión inminente, apostó sus fuerzas y su flota cerca de Pevensey, donde se preveía que desembarcaría Roberto II e instruyó personalmente a algunos de sus soldados en cómo contrarrestar las cargas de caballería. Si bien las levas y los caballeros ingleses que debían servicio militar a la Iglesia llegaron en cantidades considerables, muchos de los barones no acudieron. Anselmo intervino con algunos de los que dudaban en ayudar a Enrique y les explicó la trascendencia religiosa de mantenerse leales al rey. El 20 de julio, el duque desembarcó inesperadamente en la costa de Portsmouth con una hueste modesta de unos cientos de hombres, a la que rápidamente se unieron muchos de los barones ingleses. No obstante, en lugar de marchar a la cercana Winchester y apoderarse del tesoro real, Roberto II se detuvo y dio tiempo a su hermano a dirigirse al oeste e interceptar a los invasores.
Los ejércitos se encontraron en Alton, donde comenzaron las negociaciones de paz, sin que se sepa a ciencia cierta cuál de los dos hermanos tomó la iniciativa de parlamentar; probablemente contaron con el respaldo de Flambard. Las conversaciones dieron fruto y los hermanos firmaron el Tratado de Alton, según el cual Roberto II liberó a su hermano de su juramento de homenaje y le reconoció como rey; por su parte, Enrique renunció a sus reclamos sobre Normandía occidental —a excepción de Domfront— y aceptó pagar a su hermano dos mil libras anuales de por vida. Si alguno de los hermanos moría sin heredero varón, el otro heredaría sus tierras; asimismo, cada uno se comprometía a devolver las tierras que hubiese confiscado a los barones que hubiesen apoyado a su rival. Flambard sería reintegrado en su obispado y los hermanos harían campaña juntos para defender sus territorios en Normandía. Roberto II permaneció en Inglaterra con su hermano unos meses más antes de regresar a Normandía.
A pesar del tratado, el rey se propuso infligir duros castigos a los barones que le habían enfrentado durante la invasión. Guillermo de Warenne, conde de Surrey, fue acusado de crímenes que no estaban cubiertos por la amnistía de Alton y fue desterrado de Inglaterra. En 1102, Enrique se dirigió contra Robert de Bellême, el más poderoso de los barones, y sus hermanos, acusándolos de cuarenta y cinco delitos distintos. Robert escapó y se sublevó contra el rey. Enrique sitió los castillos de Robert en Arundel, Tickhill y Shrewsbury y avanzó hacia el sudoeste para atacar Bridgnorth. Privado de su base de poder en Inglaterra, Robert aceptó la oferta de destierro y abandonó el país con destino a Normandía.

#### Conquista de Normandía

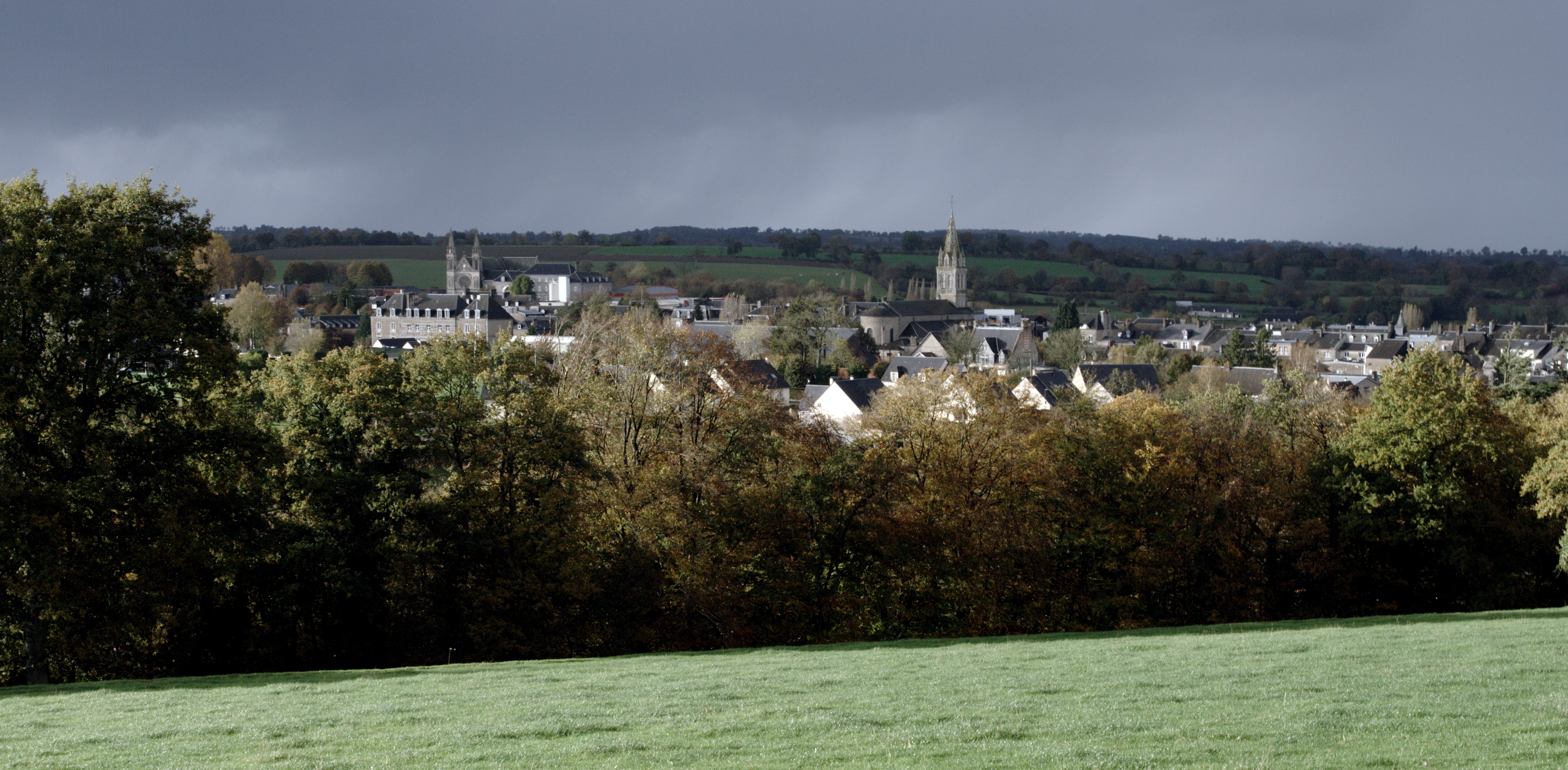
Aldea de Tinchebray en 2009.

La red de aliados de Enrique en Normandía se hizo más fuerte durante 1103: desposó a sus hijas ilegítimas Juliana y Matilda con Eustaquio de Breteuil y Rotrou III de Perche, respectivamente; el segundo matrimonio aseguraba la frontera de Normandía. Intentó ganarse a otros miembros de la nobleza normanda y otorgó varias propiedades inglesas y lucrativas concesiones a algunos señores normandos importantes. Roberto II siguió luchando contra Robert de Bellême, pero la posición del duque empeoró, hasta que, en 1104, tuvo que aliarse formalmente con él para sobrevivir. Argumentando que su hermano había roto los términos del tratado, el rey cruzó el canal de la Mancha y desembarcó en Domfront, donde se reunió con los principales barones normandos, ansiosos por aliarse con él. Antes de regresar a Inglaterra, confrontó a su hermano y le acusó de ponerse del lado de sus enemigos.
Normandía se continuó sumergiendo en el caos. En 1105, Enrique envió a su amigo Robert Fitzhamon y una tropa de caballeros al ducado, aparentemente para provocar un enfrentamiento con Roberto II. Fitzhamon fue capturado, lo que sirvió de excusa a Enrique para invadir el ducado, prometiendo restaurar la paz y el orden. Contó con el apoyo de la mayoría de los condados fronterizos con Normandía y consiguió que el rey Felipe I de Francia permaneciese neutral. Ocupó el oeste del ducado y avanzó luego hacia el este, en dirección a Bayeux, donde Fitzhamon estaba preso. La ciudad se negó a capitular, por lo que la sitió y redujo a cenizas. Aterrorizada por correr la misma suerte, Caen cambió de bando y le abrió las puertas, lo que le permitió a Enrique avanzar hacia Falaise, que tomó a costa de algunas bajas. A partir de entonces, la campaña se estancó y Enrique entabló conversaciones de paz con su hermano, que fracasaron; la lucha se prolongó hasta Navidad, cuando Enrique regresó a Inglaterra.
Reanudó la invasión en julio de 1106, con el objetivo de provocar una batalla decisiva. Después de algunos éxitos tácticos iniciales, se encaminó hacia el castillo de Tinchebray, al sudoeste de donde se encontraba. Asedió la fortaleza, mientras su hermano, apoyado por Robert de Bellême, avanzaba desde Falaise para socorrerla. Los intentos de negociación fracasaron y los dos bandos disputaron la batalla de Tinchebray, probablemente el 28 de septiembre. El enfrentamiento duró alrededor de una hora y comenzó con una carga de la caballería de Roberto II; la infantería y los caballeros desmontados de ambos bandos se unieron a la batalla. Las reservas de Enrique —dirigidas por Elías, conde de Maine, y Alano, duque de Bretaña— atacaron los flancos del enemigo y derrotaron primero a las tropas de Bellême y luego al grueso de las fuerzas ducales. Roberto II fue capturado, pero Bellême escapó.
Acto seguido, Enrique acabó con la resistencia restante en Normandía y su hermano ordenó a sus últimas guarniciones que se rindiesen. Al llegar a Ruan, el rey ratificó las leyes y costumbres normandas y recibió el homenaje de los principales barones y ciudadanos. Los prisioneros de menor rango capturados en Tinchebray fueron liberados, pero su hermano y otros nobles distinguidos fueron aprisionados indefinidamente. Guillermo Clito, sobrino de Enrique, tenía tres años y fue entregado al cuidado de Helias de Saint-Saens, barón normando. Enrique se reconcilió con Robert de Bellême, quien renunció a las tierras ducales que había tomado y se reincorporó a la corte real. No tenía manera de privar legalmente a su hermano del ducado e inicialmente evitó usar el título de «duque», presentándose en todo momento como simple protector del turbulento feudo en tanto que rey de Inglaterra.

### Gobierno y asuntos familiares

#### Administración, leyes y nobleza

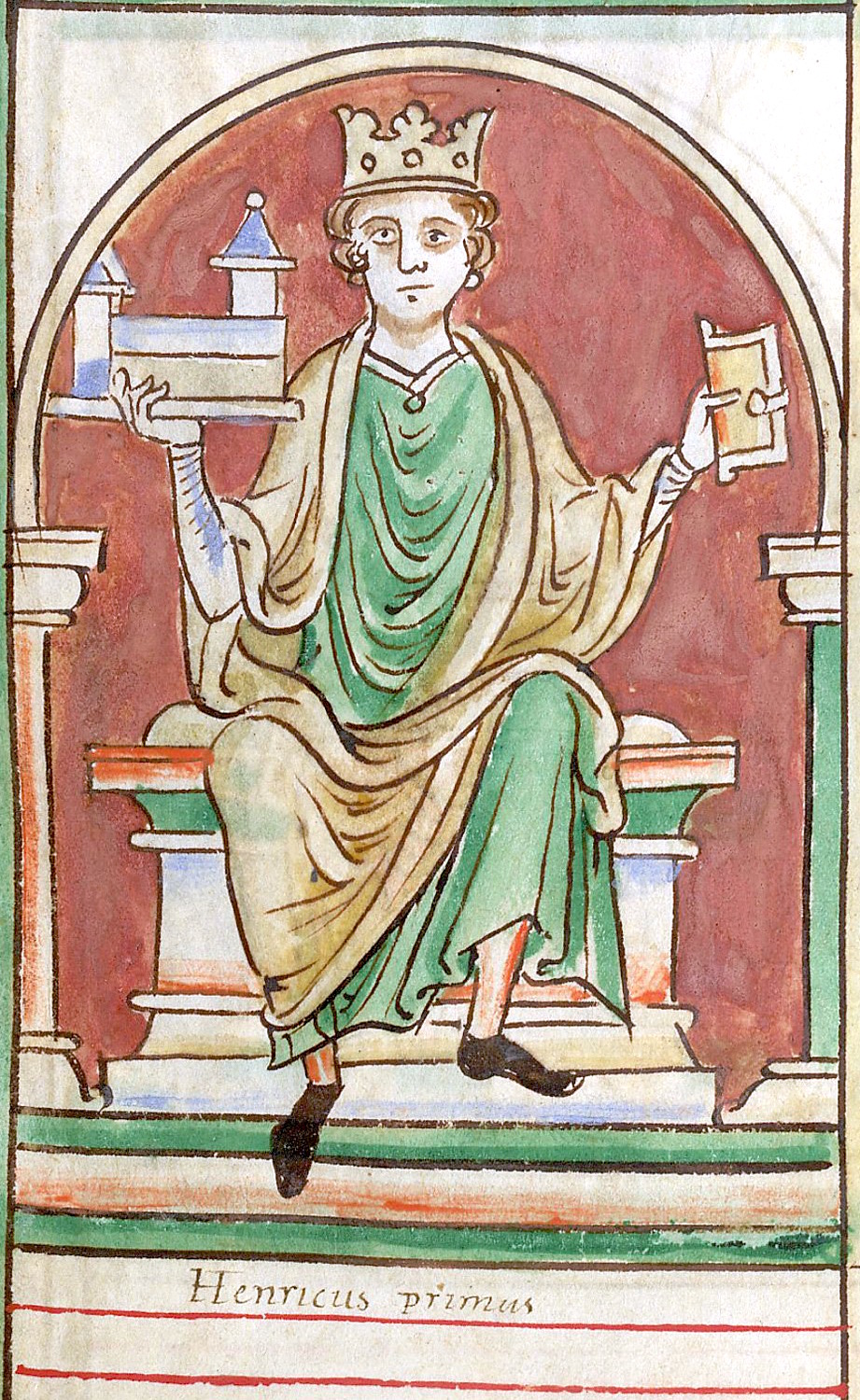
Ataviado con sus vestiduras reales en una miniatura de Historia Anglorum por Mateo de París (c.).

Enrique heredó el reino de Inglaterra de Guillermo II, y con él reclamaciones sobre Gales y Escocia, y adquirió el Ducado de Normandía, una entidad compleja con fronteras problemáticas. Los límites entre Inglaterra y Escocia no estaban por entonces bien definidos, si bien la influencia anglonormanda se estaba extendiendo hacia el norte a través de Cumbria. Pese a todo, la relación de Enrique con el rey David I de Escocia fue generalmente buena, en parte debido a haber desposado a su hermana Matilde. En Gales, usó su poder para coaccionar y atraer a los príncipes galeses, mientras los señores de las marcas normandas, título equivalente al de margrave o marqués, ejercían presión por los valles del sur de Gales. Normandía la dominaba merced a un conjunto de vínculos familiares y con personajes ilustres de la administración ducal y eclesiástica, y a una cadena creciente de importantes castillos ducales a lo largo de las fronteras. Las alianzas y relaciones con los condados fronterizos fueron particularmente importantes para mantener la estabilidad del ducado.
Gobernó a través de diversos barones y señores de Inglaterra y Normandía, a quienes manipuló hábilmente para obtener el efecto político deseado. Las amistades políticas —denominadas amicitia en latín— eran importantes durante el siglo XII y el rey mantuvo una amplia variedad de estas; mediaba entre sus amigos en distintas facciones del reino cuando era necesario y premiaba a aquellos que le eran leales. Asimismo, tenía reputación de castigar a los barones que estaban en su contra y mantuvo una red efectiva de informantes y espías que le reportaban los acontecimientos. Fue un señor severo y firme, pero no excesivamente para la época. Con el tiempo, estrechó su control sobre los barones, eliminando a sus enemigos y favoreciendo a sus amigos hasta que el «baronazgo reconstruido», como lo llama Warren Hollister, quedó fundamentalmente sometido y dependiente de él.
La corte real itinerante comprendía varios secciones. En el centro estaba el núcleo de la casa real, llamada domus; una agrupación más amplia se denominaba familia regis y las reuniones formales de la corte se denominan curia. La domus se dividía en tres partes: la capilla —encabezada por el canciller—, que se ocupaba de los documentos reales; la cámara, de los asuntos financieros; y el maestro mariscal, de los viajes y el alojamiento. La familia regis incluía a la guardia montada del rey, varios cientos de hombres de orígenes sociales distintos que podían desplegarse en Inglaterra y Normandía según se necesitase. Inicialmente, Enrique continuó la práctica de su padre de celebrar ceremonias regulares portando la corona en la curia, pero se volvieron menos frecuentes a medida que pasaron los años. Su corte era «grandiosa» y «ostentosa» y financió la construcción de nuevos edificios y castillos, en los que exhibía regalos lujosos, como la colección real de animales exóticos, que tenía en el palacio de Woodstock. A pesar de ser una comunidad bulliciosa, la corte de Enrique estaba más estrictamente controlada que las de los monarcas anteriores. Severas normas regían el comportamiento de los cortesanos y les prohibían saquear aldeas vecinas, como había sido habitual en tiempos de Guillermo II.
Enrique fue responsable de una expansión sustancial del sistema de justicia real. En Inglaterra, recurrió al sistema anglosajón de justicia, de autonomía local y de tributación, que fortaleció con nuevas instituciones gubernamentales centralizadas. Roger de Salisbury emprendió el desarrollo de la tesorería real a partir de 1110, que empleó para recaudar y auditar los ingresos de los gobernadores civiles del rey en los condados. Los jueces itinerantes surgieron durante su reinado: viajaban por el país presidiendo tribunales de circuito (eyre). Muchas leyes pasaron a estar registradas formalmente por escrito. El rey obtuvo mayores ingresos con la expansión de la justicia real, tanto por multas como por honorarios. El primer rollo de registros financieros que se conoce data de 1130 y documenta los gastos reales. Enrique reformó la acuñación de moneda en 1107, 1108 y 1125 e impuso duros castigos corporales a los declarados culpables de falsificar moneda. En Normandía, restauró la ley y el orden después de 1106, mediante un cuerpo de jueces normandos y un sistema de erario similar al de Inglaterra. Las instituciones normandas crecieron en extensión y autoridad en su reinado, aunque más lentamente que en Inglaterra. Muchos de los funcionarios que manejaban el nuevo sistema real eran llamados «hombres nuevos», individuos de nacimiento relativamente humilde que ascendieron en el escalafón como administradores para gestionar la justicia o los ingresos reales.

#### Relaciones con la Iglesia

##### La Iglesia y el rey

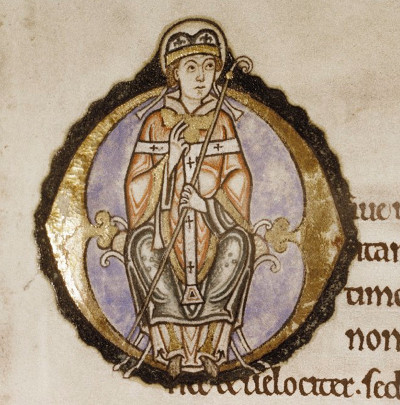
Miniatura iluminada de Anselmo de Canterbury en Prayers and Meditations (c.).

Su capacidad para gobernar estaba íntimamente ligada a la Iglesia católica —esencial en la administración tanto de Inglaterra como de Normandía—; esta relación cambió considerablemente a lo largo de su reinado. Guillermo I el Conquistador había reformado la Iglesia con el apoyo de su arzobispo de Canterbury, Lanfranco, estrecho colaborador y consejero del rey. Con Guillermo II este arreglo se desbarató: el rey y el arzobispo Anselmo se habían distanciado y este había partido al exilio. Enrique también creía en la reforma de la Iglesia, pero al tomar el poder en Inglaterra se vio envuelto en la querella de las investiduras.
La cuestión residía en quién debía investir al nuevo obispo mediante la entrega del báculo y anillo: tradicionalmente, lo había hecho el rey, en lo que suponía una demostración simbólica del poder real, pero el papa Urbano II había condenado esta práctica en 1099, con el argumento que solo el papado podía llevarla a cabo, y declarado que el clero no debía rendir homenaje a sus señores temporales. Anselmo regresó a Inglaterra del exilio en 1100, después de haber escuchado el pronunciamiento de Urbano II, e informó al rey que cumpliría los deseos del romano pontífice. Enrique estaba en una situación difícil: por un lado, el simbolismo y el homenaje eran importantes para él; por otro lado, necesitaba el apoyo de Anselmo en su lucha con su hermano Roberto II.
Anselmo se atuvo firmemente al decreto papal, a pesar de los intentos de Enrique de convencerlo con la vaga garantía de un futuro acuerdo real. La disputa se agudizóː el arzobispo volvió a marchar al exilio y el rey confiscó los ingresos que le aportaban sus propiedades. Anselmo amenazó con excomulgarlo y, en julio de 1105, ambos finalmente negociaron una solución. Se hizo una distinción entre los poderes seculares y eclesiásticos de los preladosː Enrique renunció a su derecho a investir a su clero, pero retuvo la costumbre de exigirles presentarse ante él y rendirle homenaje por las propiedades temporales que poseían en Inglaterra. A pesar de esta riña, ambos trabajaron en estrecha colaboración, como cuando hicieron frente al intento de invasión de Roberto II en 1101 o en la organización de grandes concilios de reforma en 1102 y 1108.
Una larga disputa entre los arzobispos de Canterbury y York estalló en tiempos del sucesor de Anselmo, Ralph d'Escures. Canterbury —tradicionalmente la principal de las dos— había exigido durante mucho tiempo que el arzobispo de York prometiese obediencia a su prelado, pero York replicó que ambos episcopados eran independientes dentro de la Iglesia y que tal juramento era innecesario. El rey apoyó la primacía de Canterbury, con el fin de que Inglaterra estuviera bajo una sola administración eclesiástica, pero el papa prefirió la explicación de York. El asunto se complicó por la amistad personal de Enrique con Thurstan, arzobispo de York, y el deseo del rey de que el caso no terminara ante un tribunal papal, fuera de su potestad. Sin embargo, necesitaba desesperadamente el apoyo del papado en su lucha contra Luis VI de Francia y, por tanto, permitió que Thurstan asistiera al Concilio de Reims en 1119, donde fue consagrado por el romano pontífice sin que hubiese alusión alguna a que debiese obediencia a Canterbury. Enrique consideró que esto incumplía las promesas que Thurstan había hecho previamente y lo exilió de Inglaterra hasta que ambos alcanzaron un pacto el año siguiente.
Incluso después de la querella de las investiduras, el rey continuó desempeñando un rol importante en la selección de nuevos obispos y arzobispos ingleses y normandos. Nombró obispos a muchos de sus funcionarios y, como sugiere Martin Brett, «algunos de sus oficiales podían esperar con absoluta confianza obtener una mitra». Los cancilleres del rey y los de sus consortes fueron nombrados obispos de Durham, Hereford, Londres, Lincoln, Winchester y Salisbury. Enrique recurrió cada vez más frecuentemente al consejo de estos obispos —particularmente al de Roger de Salisbury— y rompió con la tradición de depender principalmente del arzobispo de Canterbury. Esto creó un  grupo cohesionado de administradores que sirvió de medio de la influencia real, y que se reunió en concilios para tratar asuntos políticos importantes. Esta estabilidad cambió ligeramente a partir de 1125, cuando el rey comenzó a nombrar a personas de origen más diverso para puestos eclesiásticos superiores, que muchas veces tenían puntos de vista más reformistas que los antiguos obispos; el impacto de esta generación empezó a sentirse tras la muerte de Enrique.

##### Creencias personales y piedad

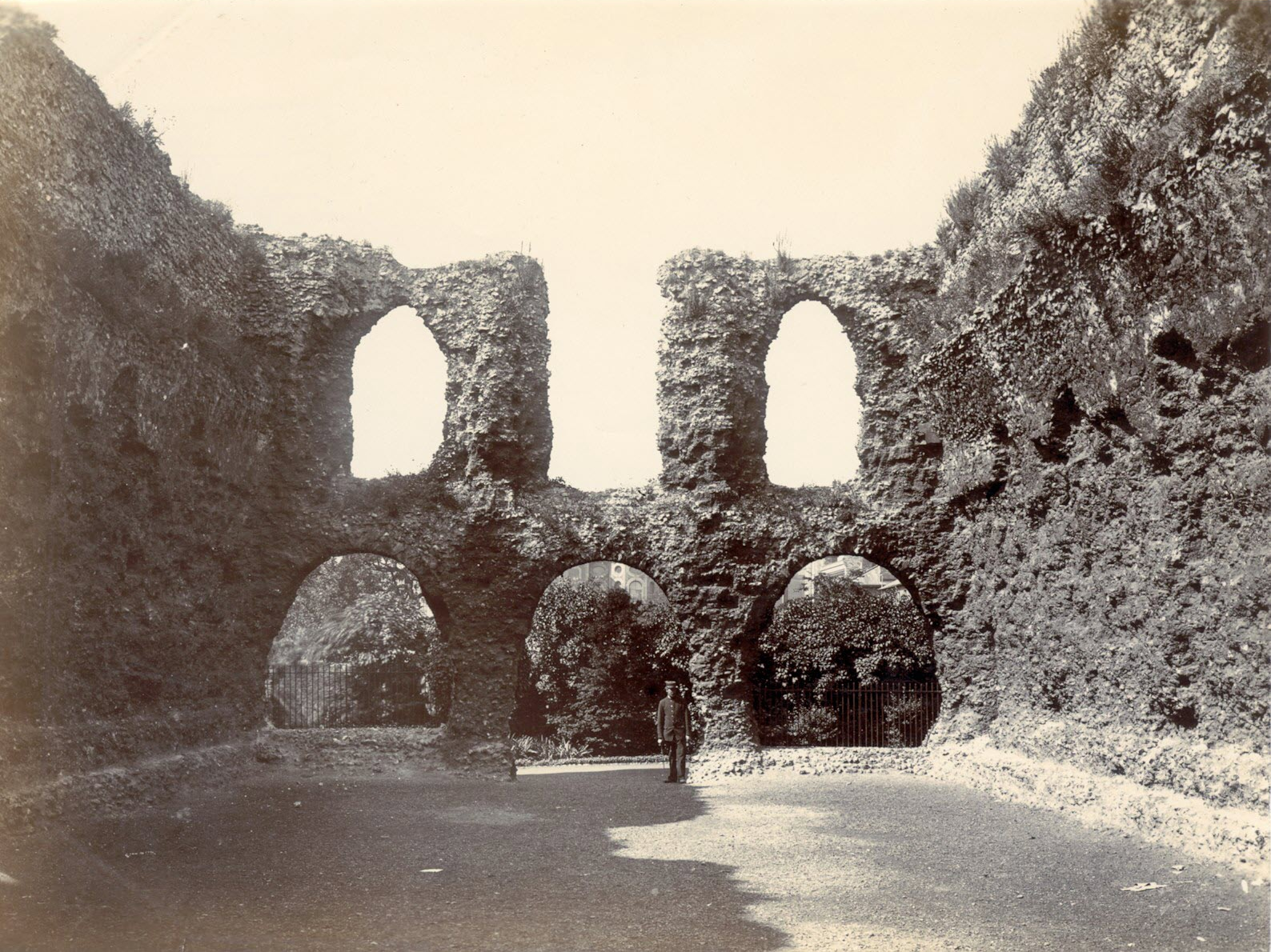
Ruinas de la sala capitular de la abadía de Reading. Fotografía tomada en c. 1870.

Al igual que otros gobernantes de la época, donó bienes y fondos a la Iglesia y patrocinó varias comunidades religiosas, pero los cronistas contemporáneos no lo consideraron un rey especialmente piadoso. No obstante, sus creencias personales y piedad pudieron haberse desarrollado a lo largo de su vida. Siempre estuvo interesado en la religión, pero en sus últimos años pudo haber estado mucho más preocupado por asuntos espirituales. De ser cierto, los principales cambios en su pensamiento parecieron haber ocurrido después de 1120 —por la muerte de su hijo Guillermo Adelin— y 1129 —cuando el matrimonio de su hija Matilde estuvo a pique de romperse—.
Como defensor de la reforma religiosa, fue munificente con los grupos reformadores de la Iglesia. Era partidario entusiasta de la Orden de Cluny, probablemente por razones intelectuales. Donó fondos a la abadía de Cluny y, a partir de 1120, hizo generosos donativos a la de Reading, también cluniacense. La construcción de Reading comenzó en 1121 y el rey la dotó de amplios terrenos y grandes privilegios, lo que hizo de ella el símbolo de su dinastía. También centró sus esfuerzos en promover la conversión de comunidades de clérigos en canónigos agustinianos, la fundación de leproserías, la multiplicación conventos de monjas y la expansión de las órdenes carismáticas de savigniacos y tironensianos. Fue un ávido coleccionista de reliquias y envió una embajada a Constantinopla en 1118 para recolectar artículos bizantinos, algunos de los cuales fueron donados a la abadía de Reading.

### Últimos años

#### Política continental y galesa

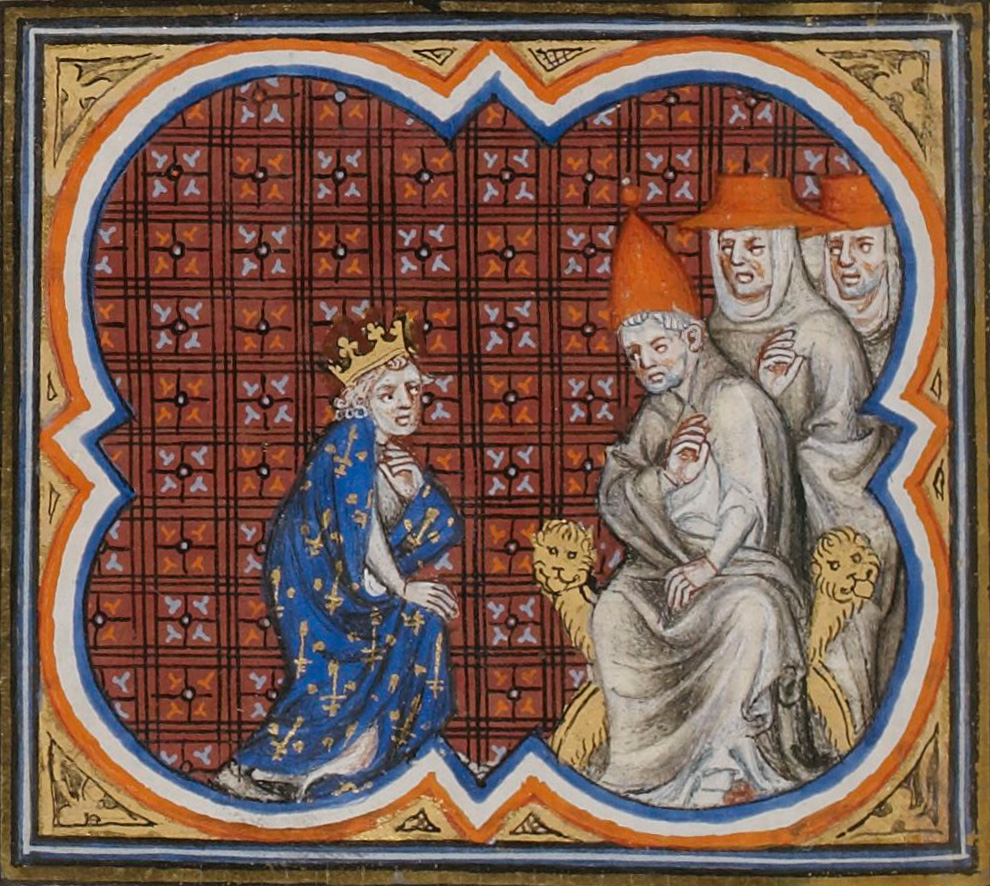
Luis VI de Francia (a la izquierda) ante el papa Calixto II en una audiencia. Miniatura del.

Normandía afrontó una amenaza creciente de Francia, Anjou y Flandes a partir de 1108. Luis VI ascendió al trono francés ese año y comenzó a consolidar a las instituciones centrales del reino. Exigió al rey de Inglaterra que le rindiera homenaje y que dos castillos disputados a lo largo de la frontera normanda estuvieran bajo el control de alcaides neutrales. Enrique rehusó la pretensión, por lo que Luis VI reunió a su ejército. Después de algunas discusiones, ambos acordaron una tregua y se retiraron sin luchar, que dejó los problemas fundamentales sin resolver. Fulco V asumió el poder en Anjou en 1109 y comenzó a restaurar la autoridad angevina. También heredó el condado de Maine, pero rechazó reconocer al rey inglés como señor feudal y en vez de ello se coligó con Luis VI. Roberto II de Flandes también se unió brevemente a la alianza, antes de su muerte en 1111.
En 1108, Enrique prometió a su hija Matilde, de seis años, a Enrique V, rey de romanos y futuro emperador del Sacro Imperio. Para Enrique, el soberano alemán era un partido prestigioso; para este, la boda suponía una oportunidad de restaurar su situación económica y financiar una expedición a Italia, ya que recibió una dote de £ 6666 de Inglaterra y Normandía. Reunir este dinero fue un desafío y requirió la reacudación en Inglaterra de una «contribución» especial —básicamente, un impuesto—. Su hija fue coronada reina de romanos en Maguncia en 1110.
Enrique respondió a la amenaza de franceses y angevinos con la ampliación de su propia red de seguidores más allá de los límites normandos. Algunos barones normandos considerados poco leales fueron arrestados o desposeídos, empleándose sus propiedades expropiadas para sobornar a potenciales aliados en los territorios vecinos, especialmente en Maine. Alrededor de 1110, el rey había intentado arrestar al joven Guillermo Clito, pero sus mentores lo trasladaron a la segura Flandes antes de que pudiera ser capturado. Probablemente fue entonces cuando Enrique comenzó a usar el título de duque de Normandía. Robert de Bellême se enemistó con él una vez más y, cuando apareció en la corte real en 1112 en su nuevo cargo de embajador francés, fue arrestado y encarcelado.
Estallaron rebeliones en Francia y Anjou entre 1111 y 1113, por lo que Enrique partió a Normandía para socorrer a su sobrino, el conde Teobaldo de Blois, uno de los alzados contra Luis VI. En un intento de aislar diplomáticamente al rey francés, prometió a su hijo Guillermo Adelin a la hija de Fulco V, Matilde, y desposó a su hija ilegítima Matilde con Conan III, duque de Bretaña, forjando de esta forma alianzas con Anjou y Bretaña, respectivamente. Luis VI cedió y, en marzo de 1113, se entrevistó con Enrique cerca de Gisors para negociar un acuerdo de paz, que entregó al rey inglés las fortalezas en disputa y confirmó su dominio sobre Maine, Bellême y Bretaña.
Mientras tanto, la situación en Gales se estaba deteriorando. El rey había encabezado una campaña por el sur de Gales en 1108, que impuso su autoridad sobre la región y permitió colonizar con flamencos la comarca de Pembroke. En 1114, fueron atacados algunos de los señores normandos de la zona, mientras que, en el mediodía galés, Owain ap Cadwgan cegó a uno de sus rehenes políticos; en el norte de Gales, Gruffydd ap Cynan amenazó la autoridad del conde de Chester. Enrique envió tres ejércitos a Gales ese añoː Gilbert Fitz Richard mandó el del sur; Alejandro I, rey de Escocia, el del norte; y él mismo avanzó hacia el centro de la región. Owain y Gruffudd solicitaron la paz y se firmó un acuerdo político. El rey reforzó las Marcas Galesas nombrando nuevos señores de entre sus fieles, que fortalecieron los territorios fronterizos.

#### Sublevaciones

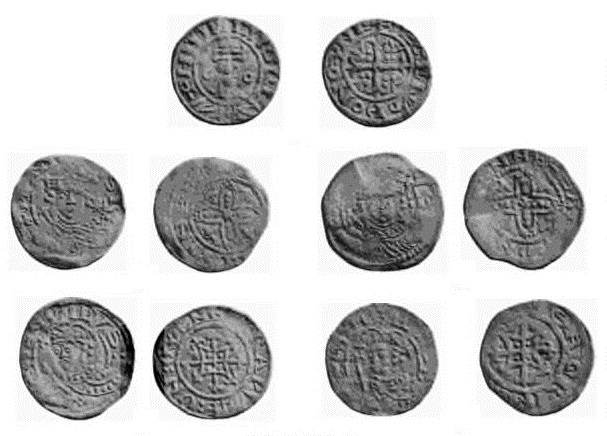
Peniques de plata acuñados en la ceca de Oxford durante su reinado.

Enrique, preocupado por la sucesión, intentó convencer a Luis VI para que reconociera a Guillermo Adelin como futuro duque legítimo de Normandía, a cambio del homenaje de su hijo. Pasó a Normandía en 1115 y reunió a los barones normandos para que le juraran lealtad; también casi logró pactar con el rey francés para que este confirmase el derecho de Guillermo al ducado a cambio de una gran suma de dinero, pero el acuerdo no se alcanzó y Luis VI, con el respaldo de su aliado Balduino VII de Flandes, declaró que Guillermo Clito era el legítimo heredero del ducado.
La guerra estalló después de que regresase a Normandía con un ejército para apoyar a Teobaldo de Blois, a quien por entonces atacaba Luis VI. Los ejércitos de los dos bandos hicieron incursiones contra las ciudades fronterizas y luego el conflicto se extendió, probablemente en 1116. Enrique hubo de defenderse cuando las fuerzas francesas, flamencas y angevinas comenzaron a saquear la campiña de Normandía. Amaury III de Montfort y otros barones se alzaron contra el rey inglés y algunos miembros de la casa real se conjuraron para darle muerte. Su consorte Matilde murió a principios de 1118, pero la situación en Normandía era lo suficientemente apremiante como para que no pudiera regresar para asistir al funeral.
Organizó campañas contra los barones rebeldes y estrechó su alianza con Teobaldo. Balduino VII de Flandes fue herido en batalla y murió en septiembre de 1118, lo que alivió la situación de Normandía en el nordeste. Enrique intentó aplastar una revuelta en la ciudad de Alenzón, pero fue derrotado por Fulco V y el ejército angevino. Obligado a retirarse de Alenzón, su situación se deterioró alarmantementeː estaba superando sus medios y muchos barones abandonaron su causa. A principios de 1119, Eustaquio de Breteuil y la hija de Enrique, Juliana, amenazaron con unirse a la revuelta de los barones. Intercambiaron rehenes en un intento por evitar el conflicto, pero las relaciones se rompieron y ambas partes mutilaron a sus cautivos. Enrique atacó y tomó la ciudad de Breteuil, a pesar del intento de Juliana de matar a su padre con una ballesta. Después de esto, desposeyó a la pareja de casi todas sus tierras en Normandía.
Su situación mejoró en mayo de 1119 cuando indujo a Fulco V a cambiar de bando al acordar el compromiso de Guillermo Adelin con su hija Matilde, así como el pago de una gran suma de dinero. Fulco V se trasladó al Levante y dejó el condado de Maine a cargo del rey inglés, quien ya tenía vía libre para concentrarse en erradicar a sus enemigos restantes. Durante el verano, avanzó hacia el Vexin normando, donde se encontró con el ejército de Luis VI, con el que disputó la batalla de Brémule. Parece ser que Enrique despachó exploradores y luego desplegó a sus caballeros, desmontados, en varias líneas cuidadosamente formadas. A diferencia de las fuerzas anglonormandas, los caballeros franceses permanecieron montados; cargaron apresuradamente contra las posiciones anglonormandas y rompieron la primera línea de defensa, pero luego se enredaron en la segunda línea de caballeros de Enrique. Rodeado, el ejército francés comenzó a desorganizarse. En la confusa lid, el rey inglés recibió golpe de espada, que desvió la armadura. Finalmente Luis VI y Guillermo Clito huyeron del campo de batalla, lo que permitió a Enrique regresar victorioso a Ruan.
La guerra fue apagándose lentamente después de la batalla y Luis VI presentó la disputa sobre Normandía ante el concilio que el papa Calixto II celebró en Reims en octubre. Enrique se enfrentó a una serie de demandas francesas sobre su adquisición y posterior gestión de Normandía; su posición la defendió Godofredo, arzobispo de Ruan, a quien los miembros profranceses del concilio acallaron con sus gritos. Sin embargo, Calixto II declinó apoyar a Luis VI y simplemente aconsejó a los monarcas que buscaran la paz. Amaury III de Montfort llegó a un acuerdo con Enrique, no así este y Guillermo Clito, que no alcanzaron un pacto mutuamente satisfactorio. Los dos reyes hicieron las paces formalmente en junio de 1120, en términos ventajosos para Enrique: Guillermo Adelin rindió homenaje a Luis VI y, a cambio, este reconoció sus derechos sobre el ducado.

#### Crisis de sucesión

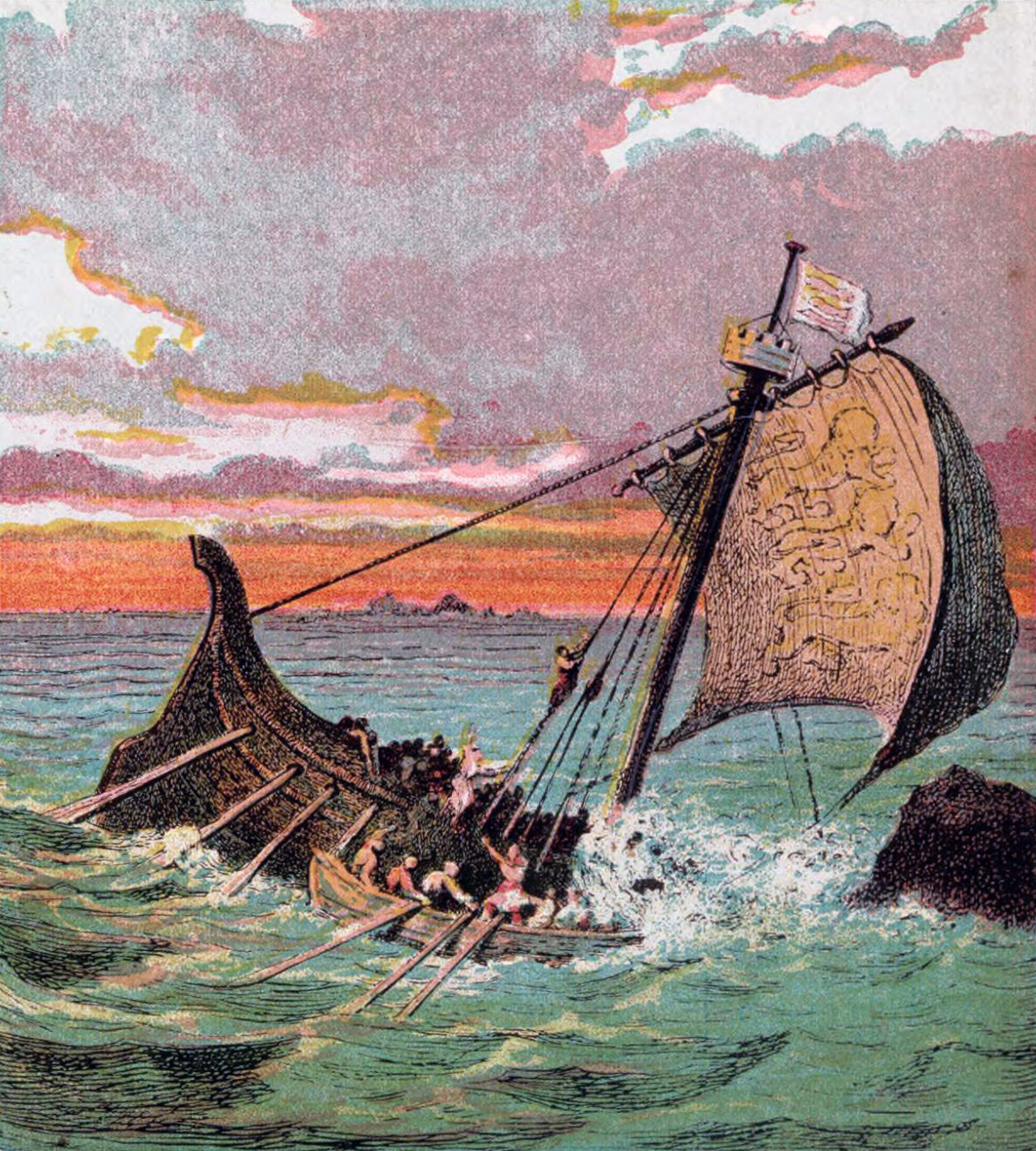
Hundimiento del Barco Blanco, navío en el que iba Guillermo Adelin. Ilustración de Pictures of English History, 1868.

La sucesión estuvo en jaque por el hundimiento del Barco Blanco el 25 de noviembre de 1120. Enrique había zarpado del puerto de Barfleur para Inglaterra al atardecer; su hijo y muchos de los miembros más jóvenes de la corte debían seguirlo esa noche en otra embarcación, el Barco Blanco. Tanto la tripulación como los pasajeros estaban ebrios y, justo al salir del puerto, el navío golpeó una roca sumergida. El barco se hundió; murieron aproximadamente trescientas personas y solo hubo un superviviente, un carnicero de Ruan. Al principio, la corte real estaba demasiado asustada para comunicar al rey la muerte de su hijo. Cuando finalmente se lo dijeron, se desplomó de dolor.
El naufragio lo dejó sin hijo varón legítimo, por lo que sus sobrinos pasaron a ser los herederos masculinos más cercanos. Enrique anunció que tomaría una nueva esposa, Adela de Lovaina, con la perspectiva de tener un nuevo hijo de sangre real; ambos se casaron en el castillo de Windsor en enero de 1121. Aparentemente la eligió porque era atractiva y descendía de un prestigioso linaje noble. Adela posiblemente le tuvo afecto y le acompañaba en sus viajes, probablemente para aumentar las posibilidades de concebir . El desastre del Barco Blanco desató un nuevo conflicto en Gales, donde el ahogamiento de Ricardo, conde de Chester, alentó una rebelión dirigida por Maredudd ap Bleddyn. El rey intervino en el norte de Gales ese verano con un ejército y, aunque fue atinado por una flecha galesa, la campaña reafirmó su poder en la región.
Con su hijo muerto, la alianza con Anjou —basada en que Guillermo se casaría con la hija de Fulco V— comenzó a desintegrarse. Fulco V regresó del Levante y exigió que le devolviera a su hija, su dote y varias propiedades y fortificaciones en Maine. Matilde regresó a Anjou, pero Enrique argumentó que en realidad la dote le había pertenecido antes de llegar a manos de Fulco V, por lo que declinó devolver las propiedades a Anjou. Fulco V desposó a su hija Sibila con Guillermo Clito y les otorgó Maine. Una vez más, estalló un nuevo conflicto cuando Amaury III de Montfort se alió con Fulco V y acaudilló una revuelta a lo largo de la frontera normanda-angeniva en 1123. Amaury III se unió a otros barones normandos, encabezados por Galerano de Beaumont, conde de Meulan y uno de los hijos del antiguo aliado de Enrique, Robert de Meulan.
Enrique envió primero a Roberto de Gloucester y Ranulf le Meschin a Normandía y luego intervino personalmente a fines de 1123. Acometió el asedio de los castillos rebeldes, antes de pasar el invierno en el ducado. Retomó la campaña en la primavera. A Ranulf le comunicaron que los rebeldes regresaban a una de sus bases en Vatteville, lo que le permitió tenderles una emboscada mientras se dirigían a Rougemontiers; Galerano cargó contra las fuerzas reales, pero sus caballeros fueron derribados por los arqueros de Ranulf y los rebeldes se vieron rápidamente derrotados. Galerano fue capturado, pero Amaury III escapó. Enrique liquidó el resto de la rebelión, cegó a algunos de los cabecillas rebeldes —un castigo que se consideraba por entonces más misericordioso que la ejecución— y recuperó los últimos castillos rebeldes. El rey pagó al papa Calixto II una importante suma de dinero a cambio de que anulara el matrimonio de Guillermo Clito y Sibila por razones de consanguinidad.

#### Planificación de su sucesión
Enrique y su nueva esposa no concibieron hijos, lo que generó inquietantes especulaciones sobre la posible explicación, mientras el futuro de la dinastía parecía estar en riesgo. El rey empezó probablemente a buscar un heredero de entre sus sobrinos. Puede que escogiese a Esteban de Blois y, tal vez por ello, arregló un matrimonio ventajoso para él con una acaudalada heredera, Matilde. Teobaldo de Blois, su estrecho aliado, posiblemente también sintió que contaba con el favor del rey. Guillermo Clito, la opción preferida por Luis VI, estaba enemistado con Enrique y, por tanto, estaba descartado. Posiblemente el rey también sopesase la candidatura de su hijo ilegítimo Roberto de Gloucester, pero la tradición y las costumbres inglesas hubiesen pesado en su contra.
Sus planes cambiaron cuando el consorte de su hija Matilde, el emperador teutón Enrique V, murió en 1125. Convocó a su hija a Inglaterra al año siguiente y declaró que, si él moría sin heredero varón, ella sería su legítima sucesora. Los barones anglonormandos se reunieron en Westminster en la Navidad de 1126, donde juraron reconocerla sucesora y cualquier futuro heredero legítimo que pudiera tener. Presentar de esta manera a una mujer como heredera era desacostumbrado: parte de la corte inglesa siguió oponiéndose a la entronización de Matilde, que también rehusaba con vehemencia Luis VI.
Otro conflicto estalló en 1127 cuando Carlos, conde de Flandes y sin descendencia, fue asesinado, lo que originó una crisis de sucesión en el condado. Guillermo Clito fue elegido nuevo conde por los flamencos, con el respaldo por Luis VI. Este ascenso amenazó potencialmente a Normandía; Enrique financió una guerra subsidiaria en Flandes y alentó las reclamaciones de los rivales flamencos de Guillermo. En un esfuerzo por quebrar la alianza francesa con Guillermo, emprendió una ofensiva contra Francia en 1128 que obligó a Luis VI a cesar su ayuda al nuevo conde, que murió inesperadamente en julio; desapareció así el último rival importante del gobierno de Enrique y la guerra en Flandes terminó. Sin Guillermo, la oposición de los barones de Normandía quedó descabezada. Se hizo una nueva paz con Francia y Enrique finalmente pudo liberar a los prisioneros restantes de la revuelta de 1123, entre ellos a Galerano de Beaumont, que fue rehabilitado y volvió a la corte real.
Mientras tanto, reconstituyó su alianza con Fulco V de Anjou, esta vez desposando a Matilde con su hijo mayor, Godofredo V. La pareja se comprometió en 1127 y se casó el año siguiente. Se desconoce si Enrique tenía la intención de conceder a Godofredo V derechos sobre Inglaterra o Normandía y probablemente mantuvo la situación de su yerno deliberadamente vaga. Del mismo modo, aunque a su hija le cedió varios castillos de Normandía como parte de su dote, no se especificó cuándo la pareja realmente tomaría posesión de ellos. Fulco V abandonó Anjou rumbo a Jerusalén en 1129 y declaró a su hijo conde de Anjou y Maine. El matrimonio resultó difícil, ya que la pareja no se agradaba y los disputados castillos demostraron ser un motivo frecuente de conflictos; todo ello determinó que Matilde regresara a Normandía ese mismo año. Aparentemente el rey culpó a su yerno por la separación, pero en 1131 la pareja se reconcilió. Para mayor placer y alivio de Enrique, su hija dio a luz a dos hijosː Enrique y Godofredo, en 1133 y 1134, respectivamente.

## Muerte y legado

#### Muerte

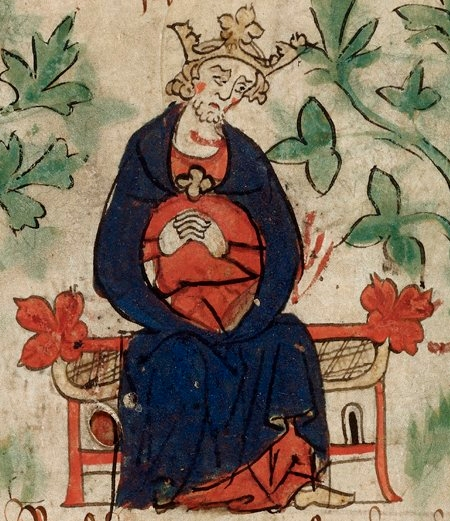
Enrique I llorando la muerte de su hijo. Representación de principios del.

Las relaciones entre Enrique, Matilde y Godofredo V se volvieron cada vez más tensas durante los últimos años de aquel. La pareja sospechaba que carecía de un apoyo genuino en Inglaterra. En 1135 solicitaron al rey a entregar en vida los castillos reales de Normandía a su hija e insistieron en que la nobleza normanda le jurara lealtad inmediatamente, acciones que debían afirmar la posición de Matilde y Godofredo V cuando falleciese Enrique. El rey se negó enfurecido, probablemente por temor a que su yerno intentara tomar el poder en Normandía. Estalló una nueva rebelión entre los barones en el mediodía normando, dirigida por Guillermo, conde de Ponthieu, en la cual Godofredo V y Matilde intervinieron en apoyo de los rebeldes.
Enrique hizo campaña durante el otoño, fortaleció la frontera sur y después viajó a Lyons-la-Forêt en noviembre para disfrutar de un poco de cacería, aparentemente en buen estado de salud. Allí cayó enfermo —según el cronista Enrique de Huntingdon comió demasiadas («un exceso de») lampreas, en contra del consejo de su médico— y su condición empeoró en el transcurso de una semana. Una vez su estado pareció terminal, se confesó y convocó al arzobispo Hugues de Amiens, al que se unieron Roberto de Gloucester y otros miembros de la corte. Siguiendo la costumbre, se hicieron preparativos para saldar las deudas pendientes y revocar las sentencias de incautación pendientes. Enrique murió el 1 de diciembre de 1135 y su cadáver fue llevado a Ruan, acompañado por los barones, donde fue embalsamado; sus entrañas fueron enterradas en el priorato de Notre-Dame-du-Pré y el cuerpo preservado fue llevado a Inglaterra e inhumado en la abadía de Reading.
A pesar de sus esfuerzos, la sucesión fue disputada. Cuando se extendieron las noticias sobre la muerte del rey, Godofredo V y Matilde estaban en Anjou apoyando a los rebeldes en su campaña contra el ejército real, que incluía a varios partidarios de la hija del rey como Roberto de Gloucester. Muchos de estos barones habían jurado permanecer en Normandía hasta que el difunto monarca fuese enterrado adecuadamente, lo que les impidió regresar a Inglaterra. La nobleza normanda discutió y proclamó rey a Teobaldo de Blois. Sin embargo, su hermano menor, Esteban de Blois, partió inmediatamente de Boulogne a Inglaterra, acompañado por sus hombres. Con la ayuda de su hermano, Enrique de Blois, tomó el poder en Inglaterra y fue coronado rey el 22 de diciembre. Matilde no renunció a su reclamo sobre Inglaterra y Normandía, lo que llevó a una prolongada guerra civil conocida como la Anarquía que se libró entre 1135 y 1153.

#### Valoraciones historiográficas

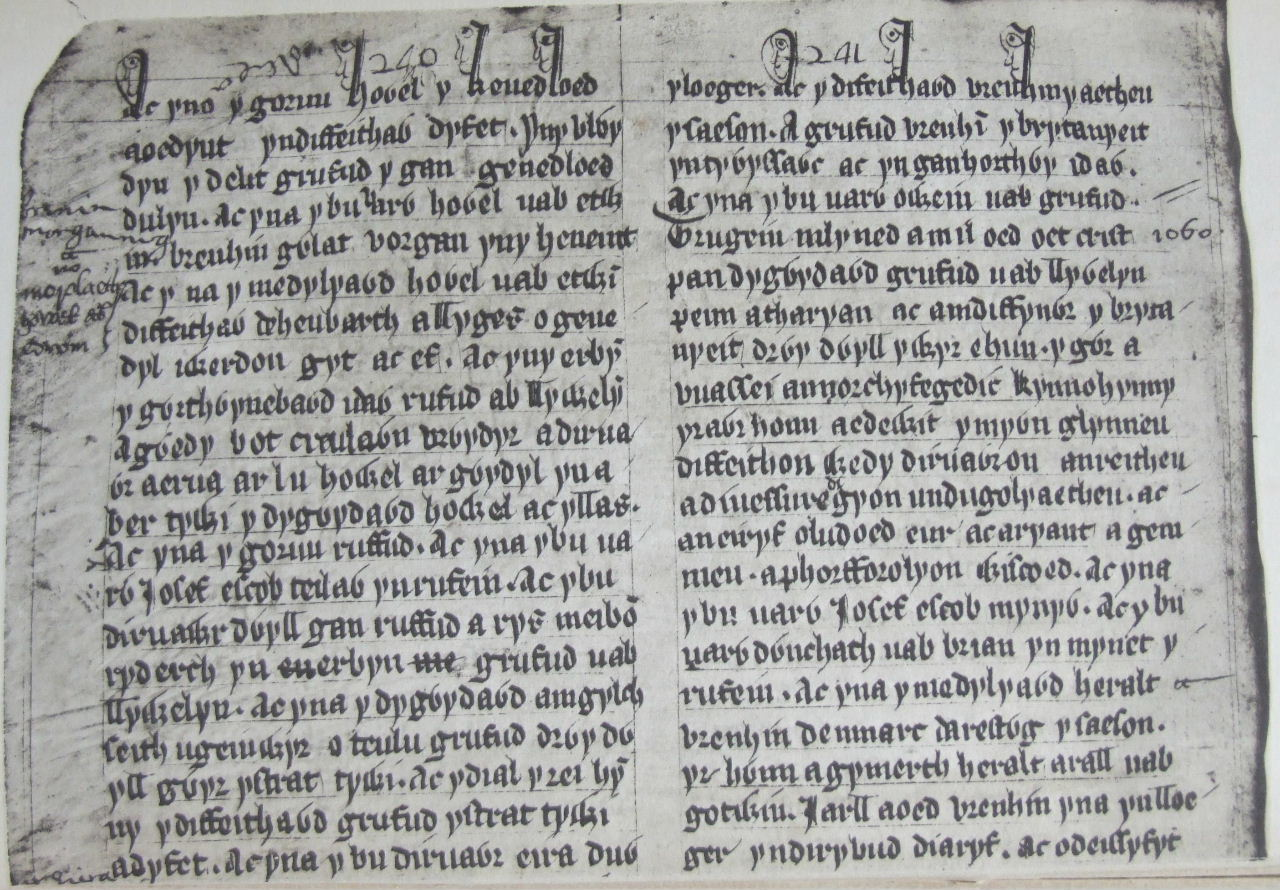
Páginas del manuscrito galés Crónica de los príncipes, una de las fuentes sobre el reinado de Enrique I.

Los historiadores han recurrido a varias fuentes, como los relatos de cronistas y los primeros rollos de registros financieros; también los edificios y arquitectura sobrevivientes. Los tres cronistas principales que describieron los eventos de la vida de Enrique fueron Guillermo de Malmesbury, Orderico Vital y Enrique de Huntingdon, pero cada uno incorporó extensos comentarios sociales y morales en sus relatos y tomaron prestados diversos recursos literarios y eventos estereotípicos de diferentes obras populares. Otros cronistas fueron Eadmer, Hugo el Cantor, el abad Suger y los autores de la Crónica de los príncipes. No todos los documentos reales del período han sobrevivido, pero existe una serie de actas reales, cartas, escritos y misivas, junto con algunos registros financieros tempranos. Se ha descubierto que algunos de estos eran falsificaciones y otros han sido modificados o manipulados posteriormente.
Los historiadores de la Baja Edad Media retomaron relatos de cronistas seleccionados sobre la educación del rey, apodándolo «Beauclerc» («Buen Sabio» en francés), tema que se hizo eco del análisis de historiadores victorianos y eduardianos, como Francis Palgrave y Henry William Carless Davis. Charles David desestimó estos trabajos en 1929 y argumentó que las afirmaciones más excepcionales de la educación de Enrique carecían de fundamento. Los relatos modernos comenzaron con el trabajo de Richard Southern a principios de los años 1960, seguido por una extensa investigación durante el resto del siglo XX en una variedad de temas de su reinado en Inglaterra y un número más limitado sobre su gobierno en Normandía. Solo se han producido dos biografías principales y modernas sobre Enrique: el volumen póstumo de Warren Hollister en 2001 y el trabajo de Judith Green en 2006.
La interpretación de su personalidad  por los historiadores ha cambiado con el tiempo. Los primeros historiadores —como Austin Lane Poole y Richard Southern— le consideraban un gobernante cruel y draconiano. Los más recientes —como Hollister y Green— observaron su implementación de la justicia como mucho más compasiva, particularmente cuando se compara con los estándares del momento, pero incluso Green opinó que era, «en muchos, aspectos muy desagradable» y Alan Cooper advirtió que varios cronistas contemporáneos estaban probablemente tan asustados del rey como para expresar muchas críticas. Los historiadores también han debatido en qué medida las reformas administrativas constituyeron genuinamente —en lo que Hollister y John Baldwin denominaron— una introducción de la «realeza administrativa» sistemática o si su perspectiva seguía siendo fundamentalmente tradicional.
Su tumba en la abadía de Reading estaba marcada por una cruz local, pero el monasterio fue demolido poco a poco durante la disolución de los monasterios en el siglo XVI. La ubicación exacta de la tumba es incierta, pero la más probable se encuentra en una zona edificada del centro de Reading, en donde se situaba el coro de la abadía. Se anunció un plan para localizar sus restos en marzo de 2015, con el apoyo de la agencia English Heritage y Philippa Langley, quienes participaron en la exhumación de Ricardo III en septiembre de 2012.

## Descendientes

### Legítimos
Aparte de Matilde y Guillermo, posiblemente tuvo un hijo efímero, Ricardo, de su primer matrimonio con Matilde de Escocia. No tuvo hijos con su segunda esposa Adela de Lovaina.

### Ilegítimos

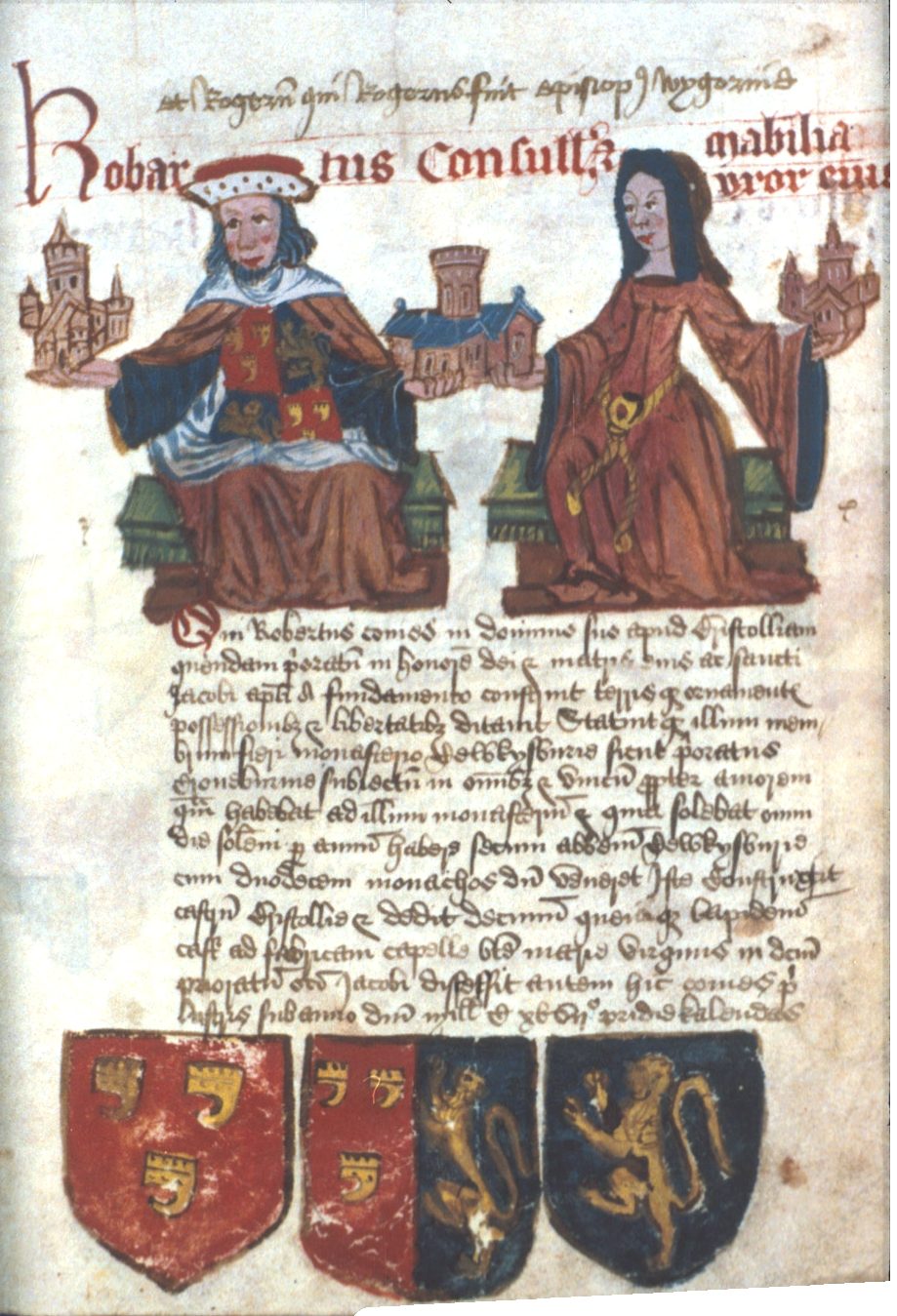
Roberto de Gloucester y su esposa Mabel en una ilustración de Founders' and benefectors' book of Tewkesbury Abbey (c. 1500-1525).

Tuvo varios hijos ilegítimos por distintas amantes.
Hijos
1. Roberto de Gloucester (n. c. 1090).[393]
2. Richard: hijo de Ansfride, criado por Robert Bloet, obispo de Lincoln.[394]
3. Reginald de Dunstanville, conde de Cornualles (n. c. 1110-1120): posiblemente nacido de Sibyl Corbet.[395]
4. Robert FitzEdith «Hijo del Rey»: nacido de Ede, hija de Forne.[396][397]
5. Gilbert FitzRoy: posiblemente nacido de una hija sin nombre documentado o hija de Walter de Gand.[396]
6. Guillermo de Tracy (n. c. 1090).[396]
7. Henry FitzRoy: posiblemente hijo de Nest ferch Rhys.[396][397][xxxiii]
8. Fulk FitzRoy: posiblemente hijo de Ansfride.[397]
9. William: hermano de Sibila de Normandía, probablemente hermano de Reginald de Dunstanville.[398]

Hijas
1. Matilde FitzRoy, condesa de Perche.[399]
2. Matilde FitzRoy, duquesa de Bretaña.[399]
3. Juliana de Fontevrault: esposa de Eustaquio de Breteuil: posiblemente hija de Ansfrida.[400][397]
4. Mabel, esposa de William Gouet.[401]
5. Constanza, vizcondesa de Beaumont-sur-Sarthe.[402]
6. Alice FitzRoy: esposa de Matthieu I de Montmorency.[403]
7. Isabel: hija de Isabel de Beaumont, condesa de Pembroke.[403]
8. Sibila de Normandía, reina consorte de Escocia (n. c. 1100).[403][xxxiv]
9. Matilde FitzRoy, abadesa de Montivilliers.[403]
10. Gundrada de Dunstanville.[403]
11. Posiblemente Rohese: esposa de Henry de la Pomerai.[403][xxxv]
12. Emma; esposa de Guy de Laval.[404]
13. Adeliza FitzRoy.[404]
14. La esposa (sin nombre documentado) de Fergus de Galloway.[404]
15. Posiblemente Sibila de Falaise.[404][xxxvi]

## Ancestros
| \| \| \| \| \| \| \| \| \| \| \| \| \| \| \| \| \| \| \| \| 16. Ricardo I de Normandía \| \| \| \| \| \| \| \| \| \| \| \| \| \| \| \| \| \| \| \| \| \| \| \| \| \| \| \| \| \| \| \| \| \| \| \| \| \| \| \| \| \| \| \| \| \| \| \| \| \| \| \| \| \| 8. Ricardo II de Normandía \| \| \| \| \| \| \| \| \| \| \| \| \| \| \| \| \| \| \| \| \| \| \| \| \| \| \| \| \| \| \| \| \| \| \| \| \| \| \| \| \| \| \| \| \| \| \| \| \| \| \| \| \| \| 17. Gunnora de Crepon \| \| \| \| \| \| \| \| \| \| \| \| \| \| \| \| \| \| \| \| \| \| \| \| \| \| \| \| \| \| \| \| \| \| \| \| \| \| \| \| \| \| \| \| \| \| \| \| \| \| \| \| \| \| 4. Roberto I de Normandía \| \| \| \| \| \| \| \| \| \| \| \| \| \| \| \| \| \| \| \| \| \| \| \| \| \| \| \| \| \| \| \| \| \| \| \| \| \| \| \| \| \| \| \| \| \| \| \| \| \| \| \| \| \| 18. Conan I de Bretaña \| \| \| \| \| \| \| \| \| \| \| \| \| \| \| \| \| \| \| \| \| \| \| \| \| \| \| \| \| \| \| \| \| \| \| \| \| \| \| \| \| \| \| \| \| \| \| \| \| \| \| \| \| \| 9. Judit de Britania \| \| \| \| \| \| \| \| \| \| \| \| \| \| \| \| \| \| \| \| \| \| \| \| \| \| \| \| \| \| \| \| \| \| \| \| \| \| \| \| \| \| \| \| \| \| \| \| \| \| \| \| \| \| 19. Ermengarda de Anjou \| \| \| \| \| \| \| \| \| \| \| \| \| \| \| \| \| \| \| \| \| \| \| \| \| \| \| \| \| \| \| \| \| \| \| \| \| \| \| \| \| \| \| \| \| \| \| \| \| \| \| \| \| \| 2. Guillermo I de Inglaterra \| \| \| \| \| \| \| \| \| \| \| \| \| \| \| \| \| \| \| \| \| \| \| \| \| \| \| \| \| \| \| \| \| \| \| \| \| \| \| \| \| \| \| \| \| \| \| \| \| \| \| \| \| \| 10. Fulberto de Falaise \| \| \| \| \| \| \| \| \| \| \| \| \| \| \| \| \| \| \| \| \| \| \| \| \| \| \| \| \| \| \| \| \| \| \| \| \| \| \| \| \| \| \| \| \| \| \| \| \| \| \| \| \| \| 5. Arlette de Falaise \| \| \| \| \| \| \| \| \| \| \| \| \| \| \| \| \| \| \| \| \| \| \| \| \| \| \| \| \| \| \| \| \| \| \| \| \| \| \| \| \| \| \| \| \| \| \| \| \| \| \| \| \| \| 1. Enrique I de Inglaterra \| \| \| \| \| \| \| \| \| \| \| \| \| \| \| \| \| \| \| \| \| \| \| \| \| \| \| \| \| \| \| \| \| \| \| \| \| \| \| \| \| \| \| \| \| \| \| \| \| \| \| \| \| \| 24. Arnulfo II de Flandes \| \| \| \| \| \| \| \| \| \| \| \| \| \| \| \| \| \| \| \| \| \| \| \| \| \| \| \| \| \| \| \| \| \| \| \| \| \| \| \| \| \| \| \| \| \| \| \| \| \| \| \| \| \| 12. Balduino IV de Flandes \| \| \| \| \| \| \| \| \| \| \| \| \| \| \| \| \| \| \| \| \| \| \| \| \| \| \| \| \| \| \| \| \| \| \| \| \| \| \| \| \| \| \| \| \| \| \| \| \| \| \| \| \| \| 25. Susana de Italia \| \| \| \| \| \| \| \| \| \| \| \| \| \| \| \| \| \| \| \| \| \| \| \| \| \| \| \| \| \| \| \| \| \| \| \| \| \| \| \| \| \| \| \| \| \| \| \| \| \| \| \| \| \| 6. Balduino V de Flandes \| \| \| \| \| \| \| \| \| \| \| \| \| \| \| \| \| \| \| \| \| \| \| \| \| \| \| \| \| \| \| \| \| \| \| \| \| \| \| \| \| \| \| \| \| \| \| \| \| \| \| \| \| \| 26. Federico de Luxemburgo \| \| \| \| \| \| \| \| \| \| \| \| \| \| \| \| \| \| \| \| \| \| \| \| \| \| \| \| \| \| \| \| \| \| \| \| \| \| \| \| \| \| \| \| \| \| \| \| \| \| \| \| \| \| 13. Ogiva de Luxemburgo \| \| \| \| \| \| \| \| \| \| \| \| \| \| \| \| \| \| \| \| \| \| \| \| \| \| \| \| \| \| \| \| \| \| \| \| \| \| \| \| \| \| \| \| \| \| \| \| \| \| \| \| \| \| 3. Matilde de Flandes \| \| \| \| \| \| \| \| \| \| \| \| \| \| \| \| \| \| \| \| \| \| \| \| \| \| \| \| \| \| \| \| \| \| \| \| \| \| \| \| \| \| \| \| \| \| \| \| \| \| \| \| \| \| 28. Hugo Capeto \| \| \| \| \| \| \| \| \| \| \| \| \| \| \| \| \| \| \| \| \| \| \| \| \| \| \| \| \| \| \| \| \| \| \| \| \| \| \| \| \| \| \| \| \| \| \| \| \| \| \| \| \| \| 14. Roberto II de Francia \| \| \| \| \| \| \| \| \| \| \| \| \| \| \| \| \| \| \| \| \| \| \| \| \| \| \| \| \| \| \| \| \| \| \| \| \| \| \| \| \| \| \| \| \| \| \| \| \| \| \| \| \| \| 29. Adelaida de Aquitania \| \| \| \| \| \| \| \| \| \| \| \| \| \| \| \| \| \| \| \| \| \| \| \| \| \| \| \| \| \| \| \| \| \| \| \| \| \| \| \| \| \| \| \| \| \| \| \| \| \| \| \| \| \| 7. Adela de Francia \| \| \| \| \| \| \| \| \| \| \| \| \| \| \| \| \| \| \| \| \| \| \| \| \| \| \| \| \| \| \| \| \| \| \| \| \| \| \| \| \| \| \| \| \| \| \| \| \| \| \| \| \| \| 30. Guillermo I de Provenza \| \| \| \| \| \| \| \| \| \| \| \| \| \| \| \| \| \| \| \| \| \| \| \| \| \| \| \| \| \| \| \| \| \| \| \| \| \| \| \| \| \| \| \| \| \| \| \| \| \| \| \| \| \| 15. Constanza de Arlés \| \| \| \| \| \| \| \| \| \| \| \| \| \| \| \| \| \| \| \| \| \| \| \| \| \| \| \| \| \| \| \| \| \| \| \| \| \| \| \| \| \| \| \| \| \| \| \| \| \| \| \| \| \| 31. Adelaida de Anjou \| \| \| \| \| \| \| \| \| \| \| \| \| \| \| \| \| \| \| \| \| \| \| \| \| \| \| \| \| \| \| \| \| \| \| \| \| \| \| \| \| \| \| \| \| \| \| \| \| \| \| \| |                              |  |  |  |  |  |  |  |  |  |  |  |  |  |  |  |
| |                              |  |  |  |  |  |  |  |  |  |  |  |  |  |  |  |
| | 16. Ricardo I de Normandía   |  |  |  |  |  |  |  |  |  |  |  |  |  |  |  |
| |                              |  |  |  |  |  |  |  |  |  |  |  |  |  |  |  |
| |                              |  |  |  |  |  |  |  |  |  |  |  |  |  |  |  |
| | 8. Ricardo II de Normandía   |  |  |  |  |  |  |  |  |  |  |  |  |  |  |  |
| |                              |  |  |  |  |  |  |  |  |  |  |  |  |  |  |  |
| |                              |  |  |  |  |  |  |  |  |  |  |  |  |  |  |  |
| | 17. Gunnora de Crepon        |  |  |  |  |  |  |  |  |  |  |  |  |  |  |  |
| |                              |  |  |  |  |  |  |  |  |  |  |  |  |  |  |  |
| |                              |  |  |  |  |  |  |  |  |  |  |  |  |  |  |  |
| | 4. Roberto I de Normandía    |  |  |  |  |  |  |  |  |  |  |  |  |  |  |  |
| |                              |  |  |  |  |  |  |  |  |  |  |  |  |  |  |  |
| |                              |  |  |  |  |  |  |  |  |  |  |  |  |  |  |  |
| | 18. Conan I de Bretaña       |  |  |  |  |  |  |  |  |  |  |  |  |  |  |  |
| |                              |  |  |  |  |  |  |  |  |  |  |  |  |  |  |  |
| |                              |  |  |  |  |  |  |  |  |  |  |  |  |  |  |  |
| | 9. Judit de Britania         |  |  |  |  |  |  |  |  |  |  |  |  |  |  |  |
| |                              |  |  |  |  |  |  |  |  |  |  |  |  |  |  |  |
| |                              |  |  |  |  |  |  |  |  |  |  |  |  |  |  |  |
| | 19. Ermengarda de Anjou      |  |  |  |  |  |  |  |  |  |  |  |  |  |  |  |
| |                              |  |  |  |  |  |  |  |  |  |  |  |  |  |  |  |
| |                              |  |  |  |  |  |  |  |  |  |  |  |  |  |  |  |
| | 2. Guillermo I de Inglaterra |  |  |  |  |  |  |  |  |  |  |  |  |  |  |  |
| |                              |  |  |  |  |  |  |  |  |  |  |  |  |  |  |  |
| |                              |  |  |  |  |  |  |  |  |  |  |  |  |  |  |  |
| | 10. Fulberto de Falaise      |  |  |  |  |  |  |  |  |  |  |  |  |  |  |  |
| |                              |  |  |  |  |  |  |  |  |  |  |  |  |  |  |  |
| |                              |  |  |  |  |  |  |  |  |  |  |  |  |  |  |  |
| | 5. Arlette de Falaise        |  |  |  |  |  |  |  |  |  |  |  |  |  |  |  |
| |                              |  |  |  |  |  |  |  |  |  |  |  |  |  |  |  |
| |                              |  |  |  |  |  |  |  |  |  |  |  |  |  |  |  |
| | 1. Enrique I de Inglaterra   |  |  |  |  |  |  |  |  |  |  |  |  |  |  |  |
| |                              |  |  |  |  |  |  |  |  |  |  |  |  |  |  |  |
| |                              |  |  |  |  |  |  |  |  |  |  |  |  |  |  |  |
| | 24. Arnulfo II de Flandes    |  |  |  |  |  |  |  |  |  |  |  |  |  |  |  |
| |                              |  |  |  |  |  |  |  |  |  |  |  |  |  |  |  |
| |                              |  |  |  |  |  |  |  |  |  |  |  |  |  |  |  |
| | 12. Balduino IV de Flandes   |  |  |  |  |  |  |  |  |  |  |  |  |  |  |  |
| |                              |  |  |  |  |  |  |  |  |  |  |  |  |  |  |  |
| |                              |  |  |  |  |  |  |  |  |  |  |  |  |  |  |  |
| | 25. Susana de Italia         |  |  |  |  |  |  |  |  |  |  |  |  |  |  |  |
| |                              |  |  |  |  |  |  |  |  |  |  |  |  |  |  |  |
| |                              |  |  |  |  |  |  |  |  |  |  |  |  |  |  |  |
| | 6. Balduino V de Flandes     |  |  |  |  |  |  |  |  |  |  |  |  |  |  |  |
| |                              |  |  |  |  |  |  |  |  |  |  |  |  |  |  |  |
| |                              |  |  |  |  |  |  |  |  |  |  |  |  |  |  |  |
| | 26. Federico de Luxemburgo   |  |  |  |  |  |  |  |  |  |  |  |  |  |  |  |
| |                              |  |  |  |  |  |  |  |  |  |  |  |  |  |  |  |
| |                              |  |  |  |  |  |  |  |  |  |  |  |  |  |  |  |
| | 13. Ogiva de Luxemburgo      |  |  |  |  |  |  |  |  |  |  |  |  |  |  |  |
| |                              |  |  |  |  |  |  |  |  |  |  |  |  |  |  |  |
| |                              |  |  |  |  |  |  |  |  |  |  |  |  |  |  |  |
| | 3. Matilde de Flandes        |  |  |  |  |  |  |  |  |  |  |  |  |  |  |  |
| |                              |  |  |  |  |  |  |  |  |  |  |  |  |  |  |  |
| |                              |  |  |  |  |  |  |  |  |  |  |  |  |  |  |  |
| | 28. Hugo Capeto              |  |  |  |  |  |  |  |  |  |  |  |  |  |  |  |
| |                              |  |  |  |  |  |  |  |  |  |  |  |  |  |  |  |
| |                              |  |  |  |  |  |  |  |  |  |  |  |  |  |  |  |
| | 14. Roberto II de Francia    |  |  |  |  |  |  |  |  |  |  |  |  |  |  |  |
| |                              |  |  |  |  |  |  |  |  |  |  |  |  |  |  |  |
| |                              |  |  |  |  |  |  |  |  |  |  |  |  |  |  |  |
| | 29. Adelaida de Aquitania    |  |  |  |  |  |  |  |  |  |  |  |  |  |  |  |
| |                              |  |  |  |  |  |  |  |  |  |  |  |  |  |  |  |
| |                              |  |  |  |  |  |  |  |  |  |  |  |  |  |  |  |
| | 7. Adela de Francia          |  |  |  |  |  |  |  |  |  |  |  |  |  |  |  |
| |                              |  |  |  |  |  |  |  |  |  |  |  |  |  |  |  |
| |                              |  |  |  |  |  |  |  |  |  |  |  |  |  |  |  |
| | 30. Guillermo I de Provenza  |  |  |  |  |  |  |  |  |  |  |  |  |  |  |  |
| |                              |  |  |  |  |  |  |  |  |  |  |  |  |  |  |  |
| |                              |  |  |  |  |  |  |  |  |  |  |  |  |  |  |  |
| | 15. Constanza de Arlés       |  |  |  |  |  |  |  |  |  |  |  |  |  |  |  |
| |                              |  |  |  |  |  |  |  |  |  |  |  |  |  |  |  |
| |                              |  |  |  |  |  |  |  |  |  |  |  |  |  |  |  |
| | 31. Adelaida de Anjou        |  |  |  |  |  |  |  |  |  |  |  |  |  |  |  |
| |                              |  |  |  |  |  |  |  |  |  |  |  |  |  |  |  |
| |                              |  |  |  |  |  |  |  |  |  |  |  |  |  |  |  |